# Крушинка
Круши́нка — село у Фастівському районі Київської області. Населення — 347 жителів.

## Назва
Назва походить від такої легенди: Колись тут проходили християнські проповідники. Вони зайшли в село відпочити. Їм подали чай із крушиною. З тих пір село називається Крушинкою.

## Розташування
Село розташоване на за 1.5 кілометри на північ від передмістя Василькова. Фізична відстань до Києва — 11 км.
Сусідні населені пункти:

## Історія
Відома, як мінімум, з XVI століття. Через село проходила Білоцерківська дорога, яку часто використовували купці.

У другій половині XIX ст. село — у складі Великобугаївської волості Київського повіту Київської губернії Російської імперії. Станом на 1864 рік проживав 551 житель. У селі на 1885 рік було 75 дворів із 724 мешканцями, православна церква, постоялий будинок. На початку XX століття село перебувало у складі Глеваської волості. Вже було 189 обійсть, мешкало 933 селян (у тому числі — 468 чол., 465 жінок). Основним заняттям населення було землеробство (за трипільною системою), частина їздила на заробітки до Києва, працювала на найближчій залізничній станції Боярка та поштово-телеграфній станції у Бугаївці. Землі у власності перебувало 1061 десятин, у тому числі — 33 десятини належало церкві. Діяли дерев'яна православна Миколаївська церква, збудована 1779 року, церковно-парафіяльна школа, кузня, крамниця, фельдшерський пункт, 12 вітряків. У 1910 році проживало 16 єврейських сімей, їм належала більша частина торгово-промислових закладів (вітряки, крамниці, шинок).
6 березня 1918 року згідно з Законом «Про адміністративно-територіальний поділ України», що був ухвалений Українською Центральною Радою, Крушинка увійшла до складу землі Київ — адміністративно-територіальної одиниці Української Народної Республіки найвищого рівня. 29 квітня 1918 року гетьман України Павло Скоропадський повернув старий губернський поділ часів Російської імперії, який відновила вже Директорія УНР.
У 1929 році в селі був організований колгосп імені Чубаря. У 1938 році колгосп був перейменований на колгосп імені Тельмана.
У роки Другої світової війни село потрапило під нацистську окупацію. Селян примусово вивозили на роботи до Німеччини. Хоча, за словами односельчан, там умови праці інколи були навіть кращими, ніж в Радянському Союзі.
У 1975 році колгосп отримав назву «Жовтневий».
Біля села були козацькі кургани XVI століття. Хоча їх і було до 200 одиниць, через активне розорювання полів залишилося тільки кілька.
У сусідньому селі Залізне (колишній хутір Залізний), який належить до крушинської сільської ради, крушинці допомагали будувати храм. На освяченні храму 18 липня 2015 року було чимало людей з Крушинки та навколишніх сіл, включно із сільським головою Василем Боброніцьким та представниками Васильківської райдержадміністрації. Митрополит Переяслав-Хмельницький і Білоцерківський Епіфаній (майбутній митрополит Київський і всієї України) звершив освячення новозбудованого Петро-Павлівського храму у селі.
У 2019 році біля села знімали сцени бойових дій телесеріалу І будуть люди, в березовому гаю між селами Зелений Бір та Крушинка.

### Війна 2022 року
27 лютого 2022 року, після невдалих спроб у Василькові, десант почали висаджувати у Крушинці та Плесецькому.

## Географія
Селом протікає річка Крушинка. Біля села Мала Бугаївка вона впадає у річку Бугаївка, а далі в Стугну і в Дніпро.

### Природа

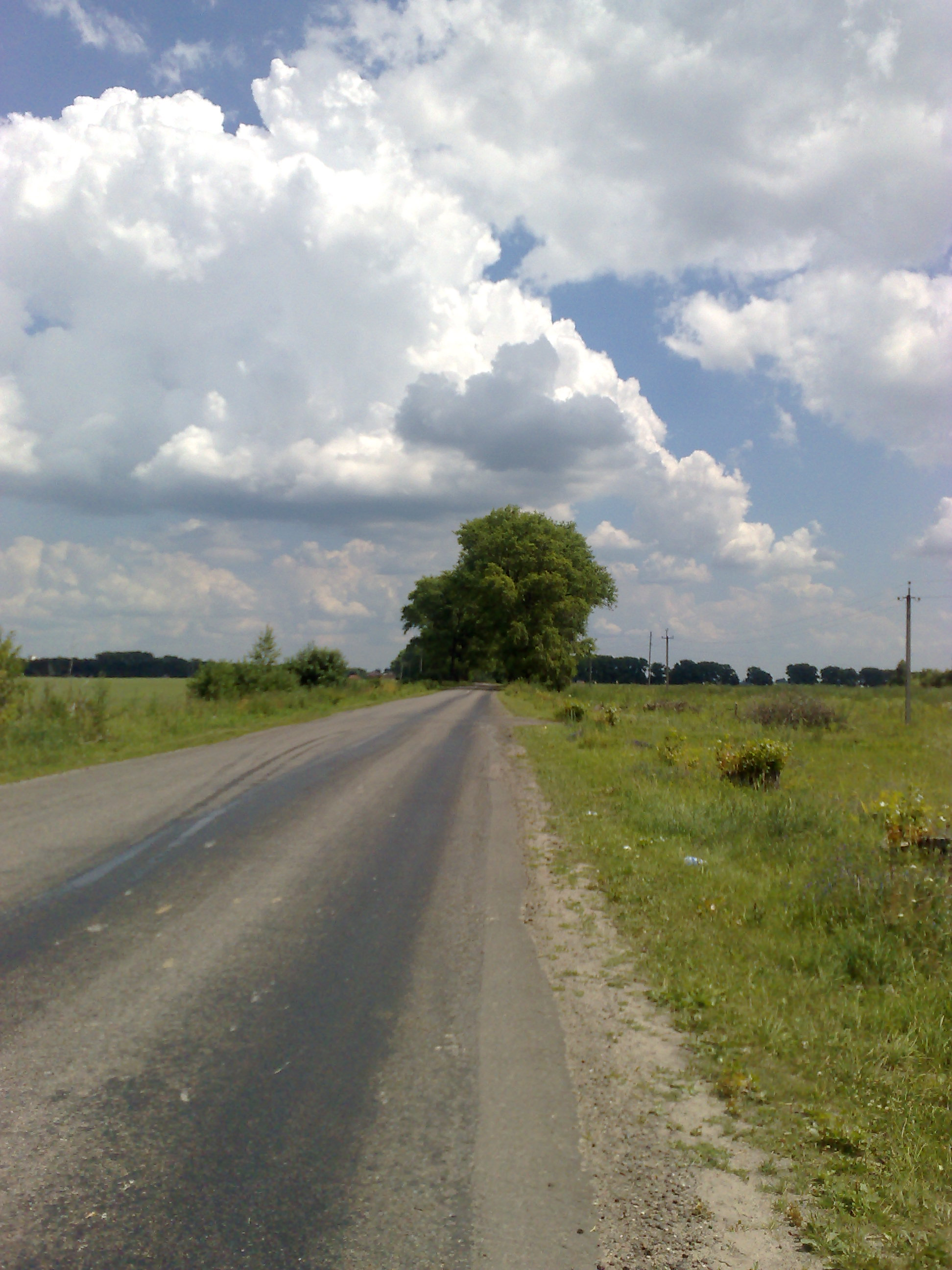
Дорога до села від траси Васильків — Київ (влітку 2008)

Село оточене дуже мальовничою природою, навіть асфальтований шлях до села із кремезними тополями, які було посаджено школярами у 60-ті роки минулого сторіччя.
Біля села знаходиться ландшафтні заказники місцевого значення Ковалівський яр та Васильківські Карпати. Також біля села є сади, ставки та ліси — хвойні та різноманітні широколистяні. З кінця 90-х років минулого століття в лісах знову з'явилися лисиці та білки.

### Сади
Біля села розташовані колишні колгоспні сади. Сади займають значну площу. Яблук було стільки багато у врожайні роки, що доводилося у середині 90-х навіть шляхом телевізійної реклами запрошувати на збирання яблук. Хоча останніми роками (з кінця 90-х років) сад занедбано і тільки кілька фермерів, кожен по кілька кварталів взялися продовжувати вирощувати яблука. У цьому, 2008 році з однієї яблуні було до 11 мішків (по 30-40 кг) яблук.
Також є сливові та абрикосові посадки та груші. По периметру яблучних кварталів місцями ростуть горіхи.
У 2013 році був феноменальний урожай яблук, практично у всіх кварталах. Феноменальний, бо до цього у всіх закинутих кварталах вже кілька років не було яблук — яблуні виродилися.

### Ставки
Село має кілька ставків — Оленівка, Рябенкове та Дачне.
На Дачному ставку водяться навіть черепахи та раки.
На Оленівці також колись траплялися раки.
З Рябенкового витікає струмок, який зливається із таким же дамбовим струмком з Оленівки й тече аж за село, за дачі.
Водяться жаби та мілка риба — піскарі, карасі. На Бусловці (район села) трапляються також і ондатри.
Іноді у воді плавають невеликі вужі.

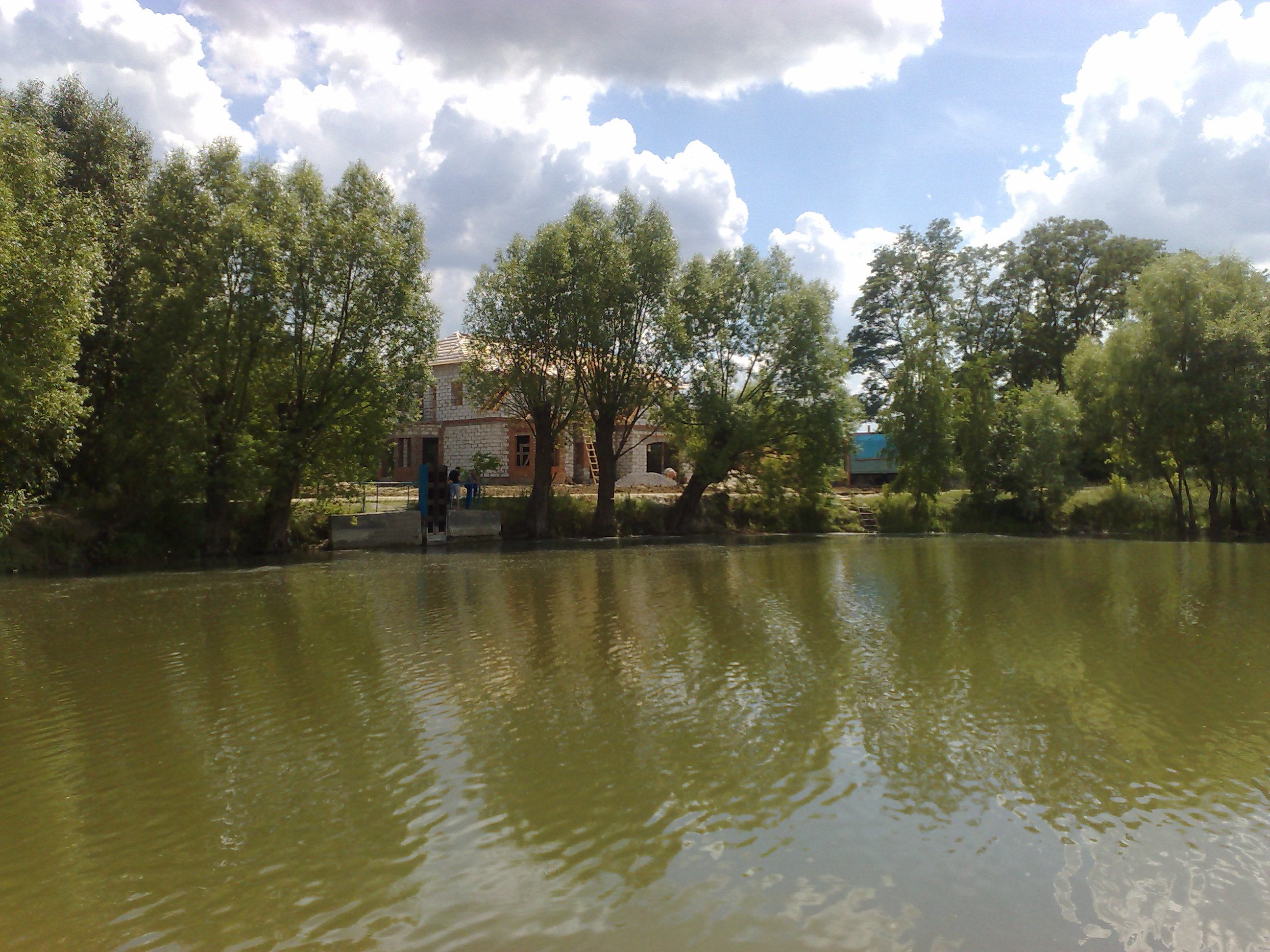
Ставок Рябенкове влітку 2008
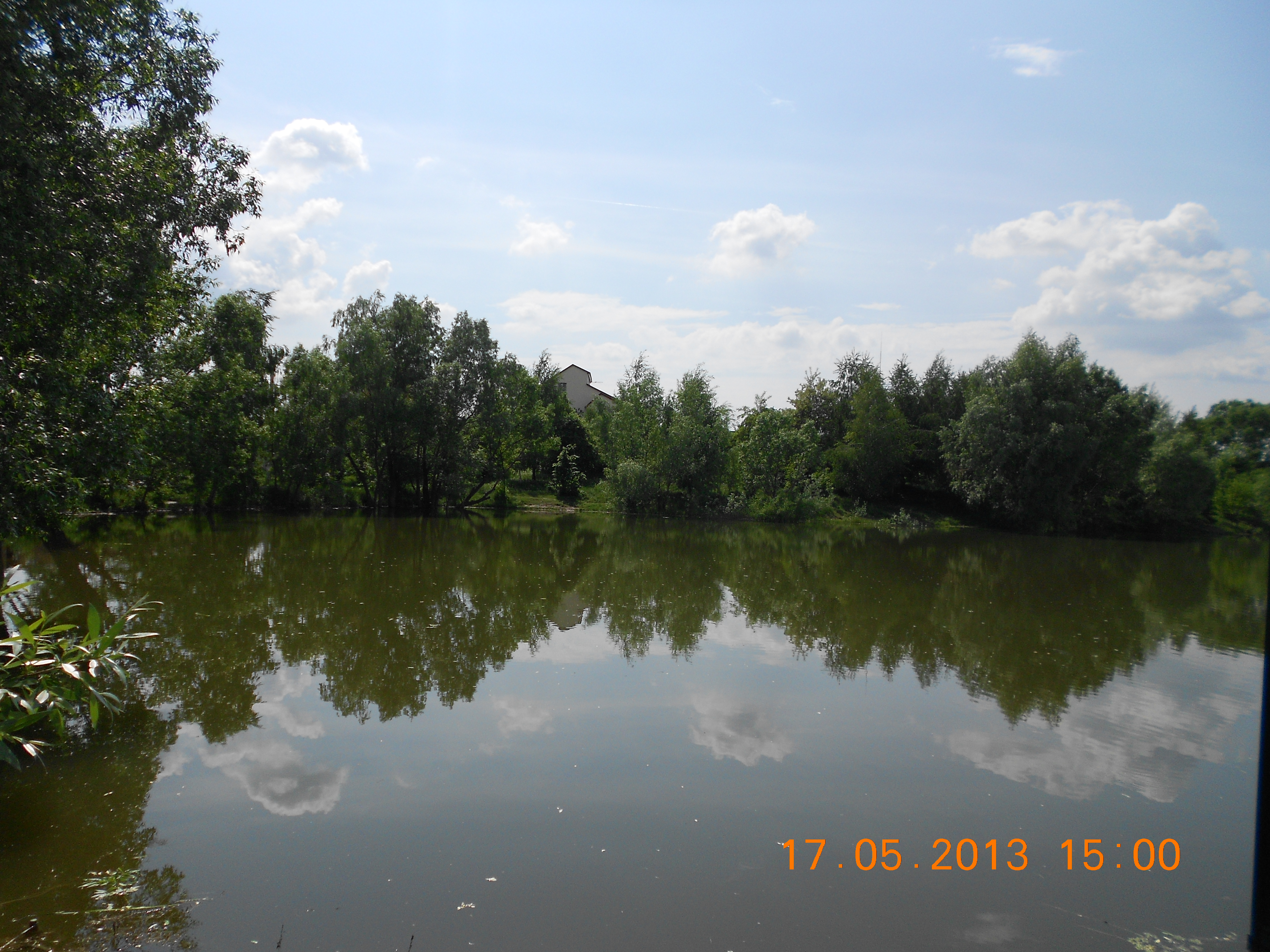
Ставок Рябенкове, 2013
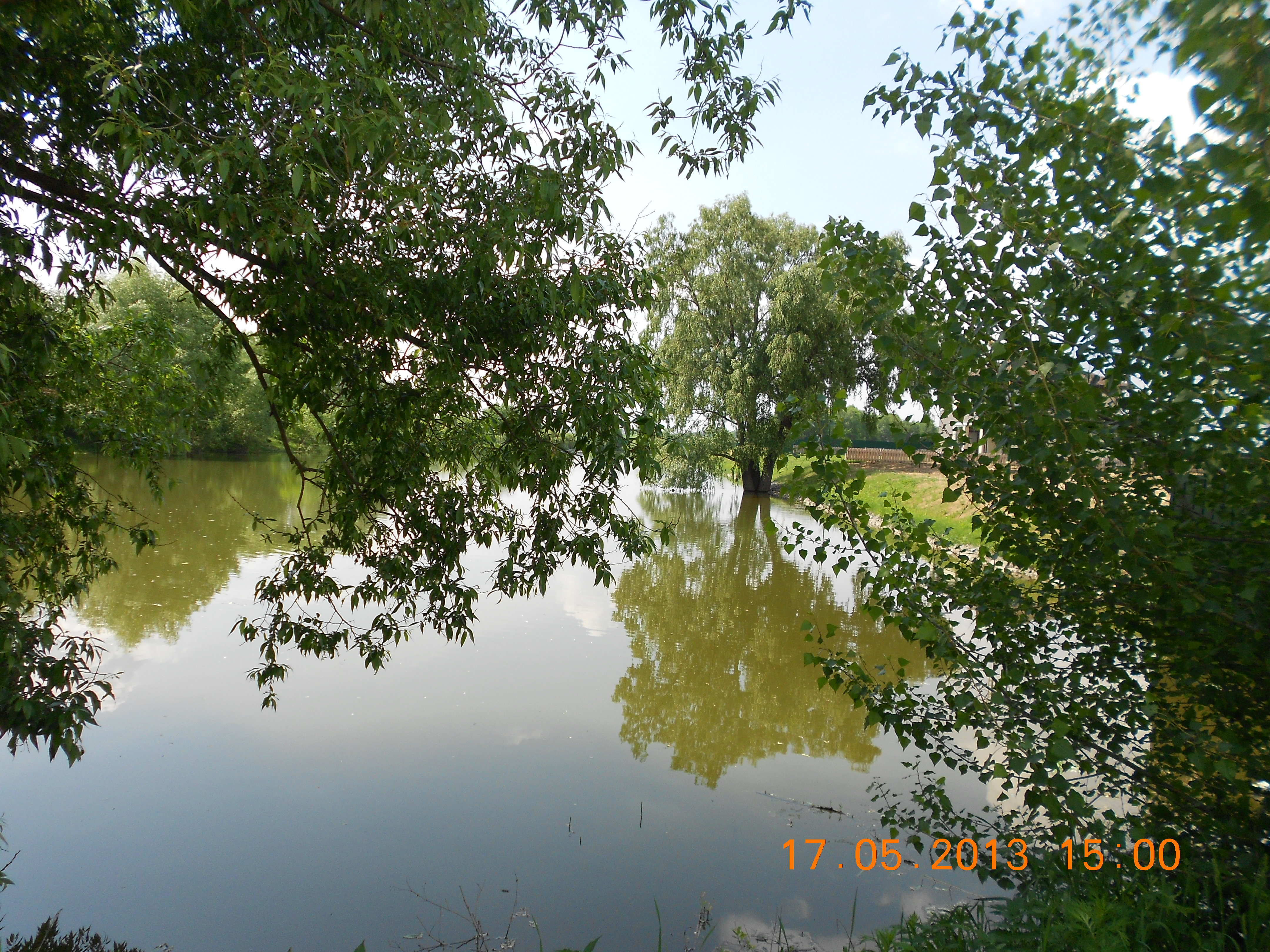
Ставок Рябенкове, 2013
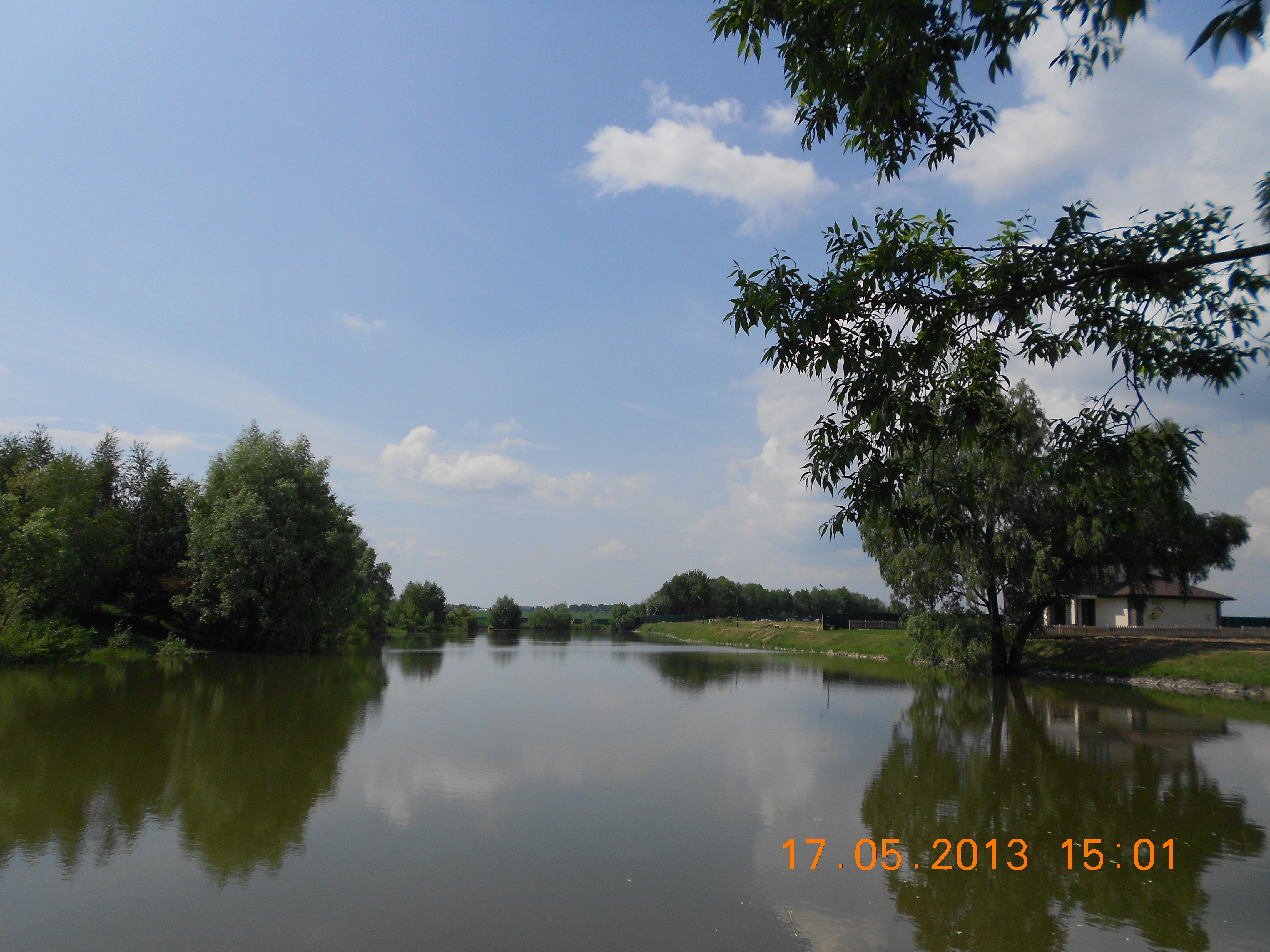
Ставок Рябенкове, 2013
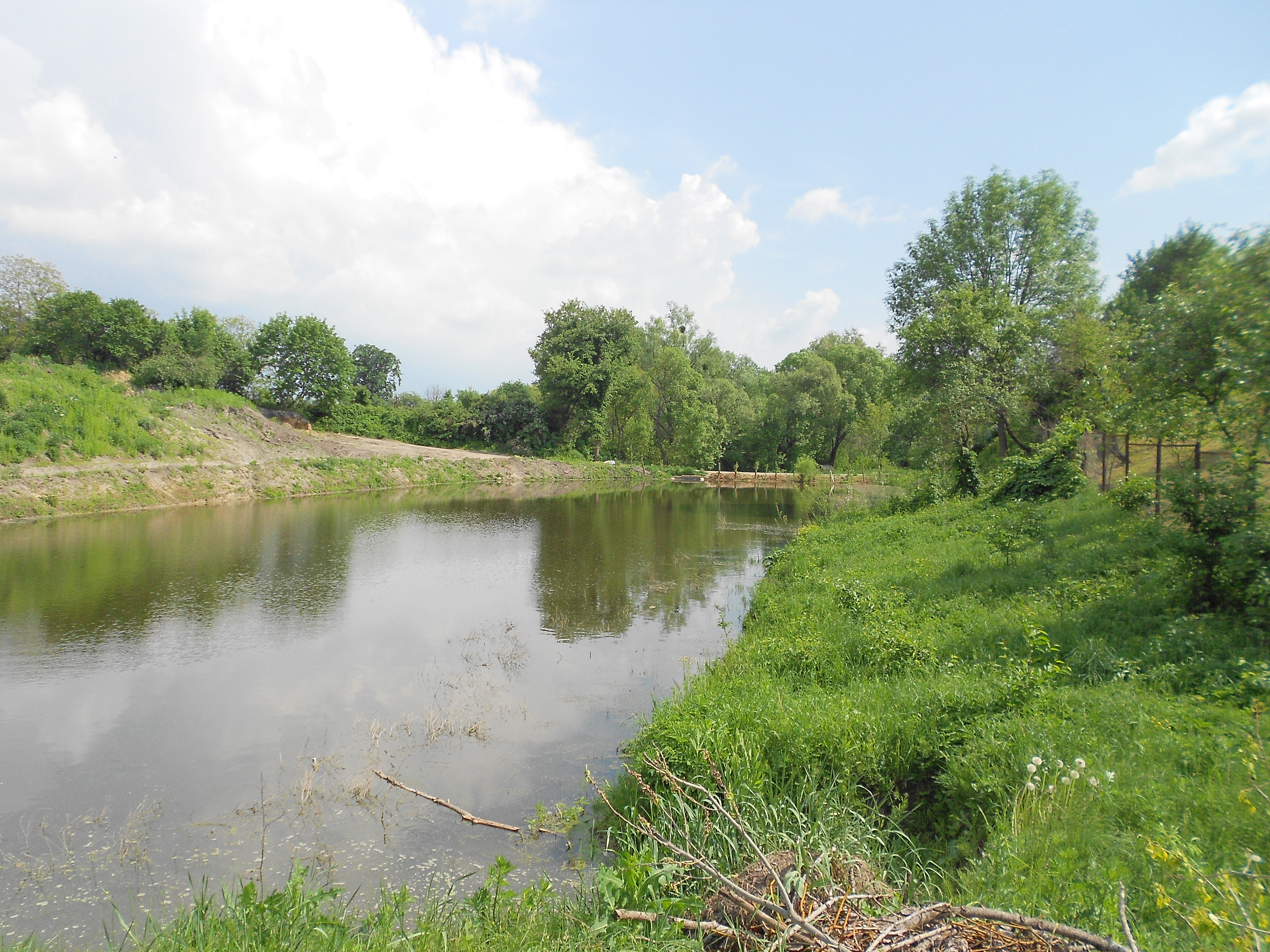
Ставок Шкільний-2, 2013
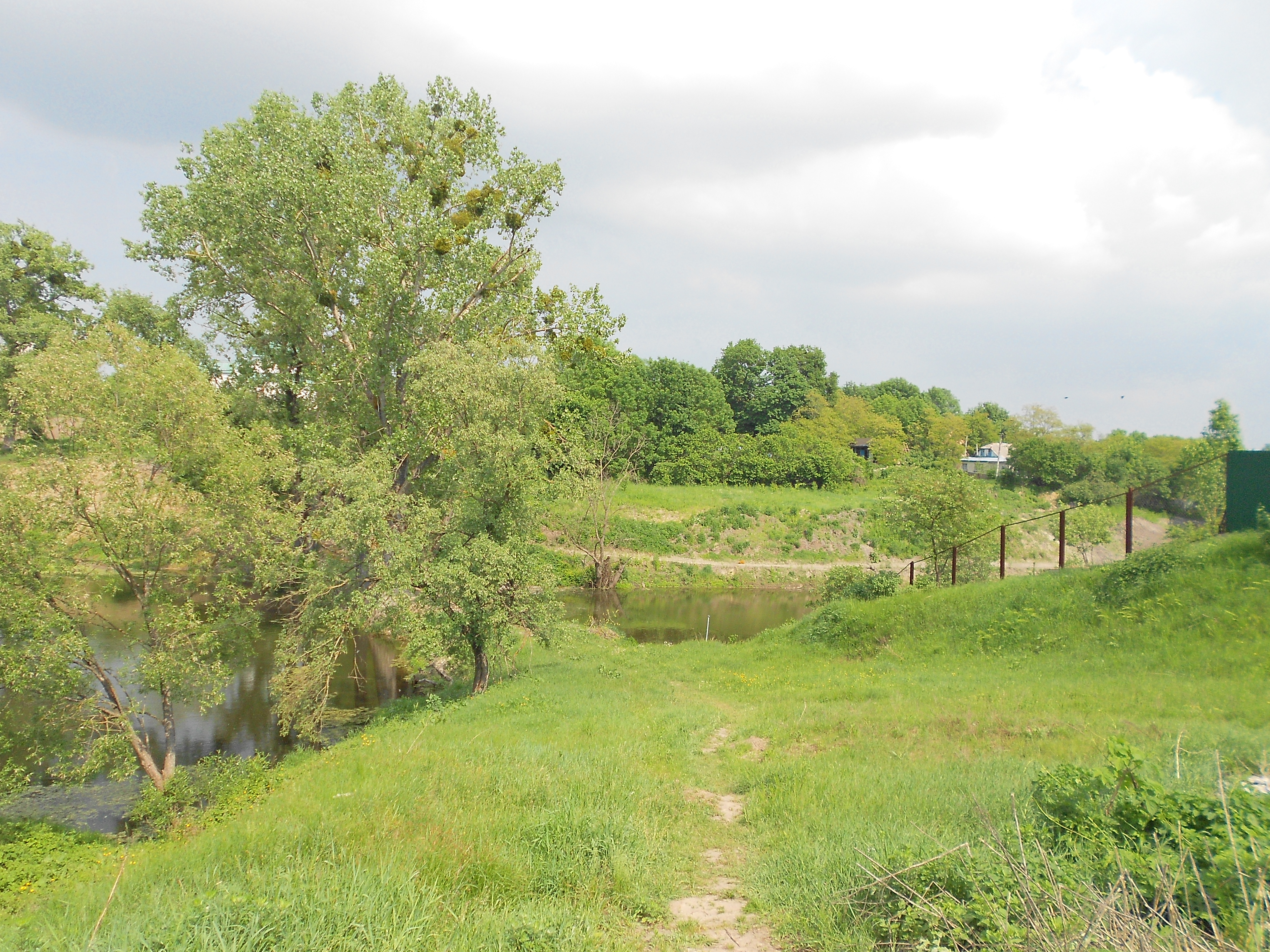
Ставок Шкільний, 2013
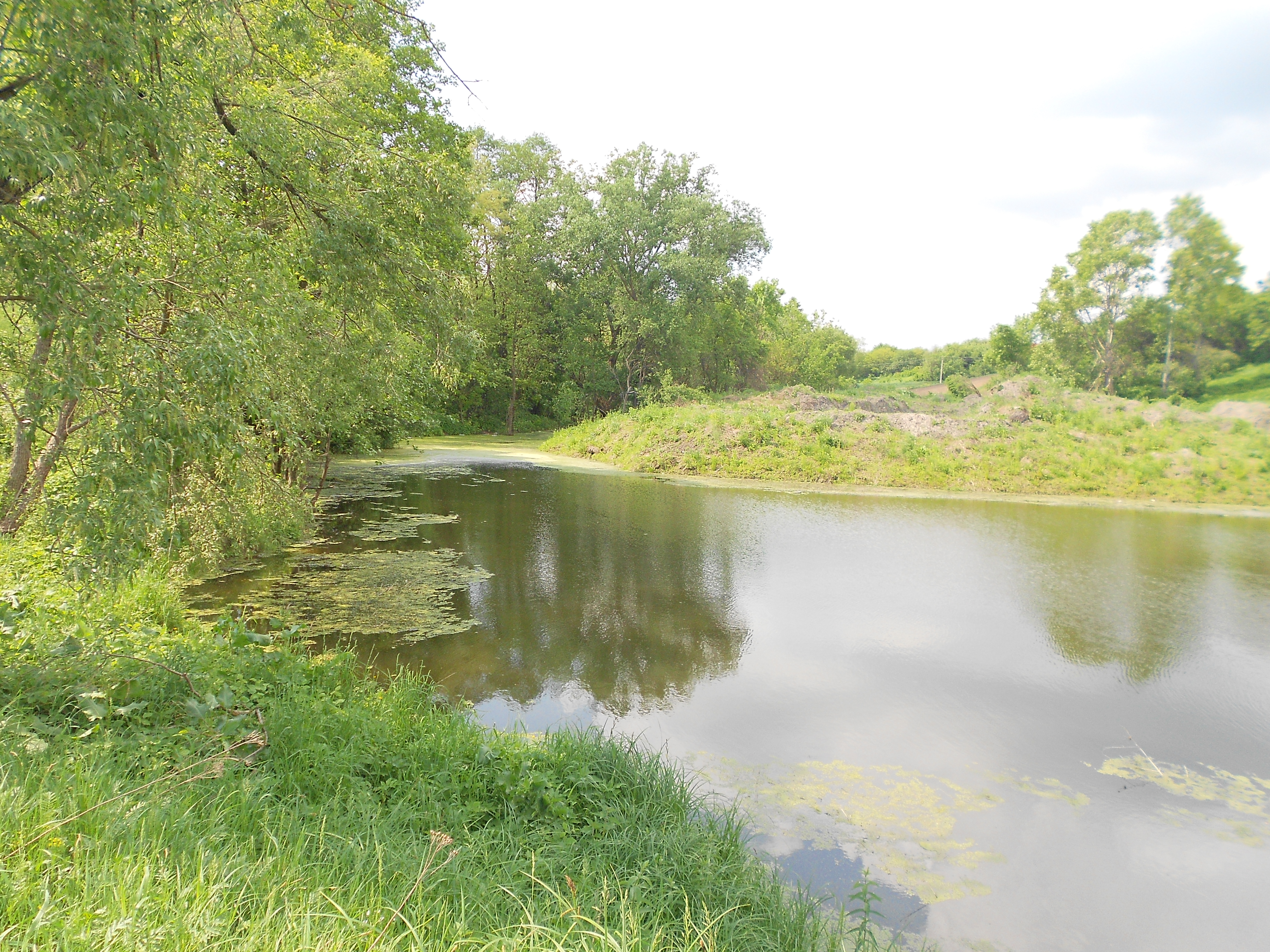
Ставок Шкільний, 2013
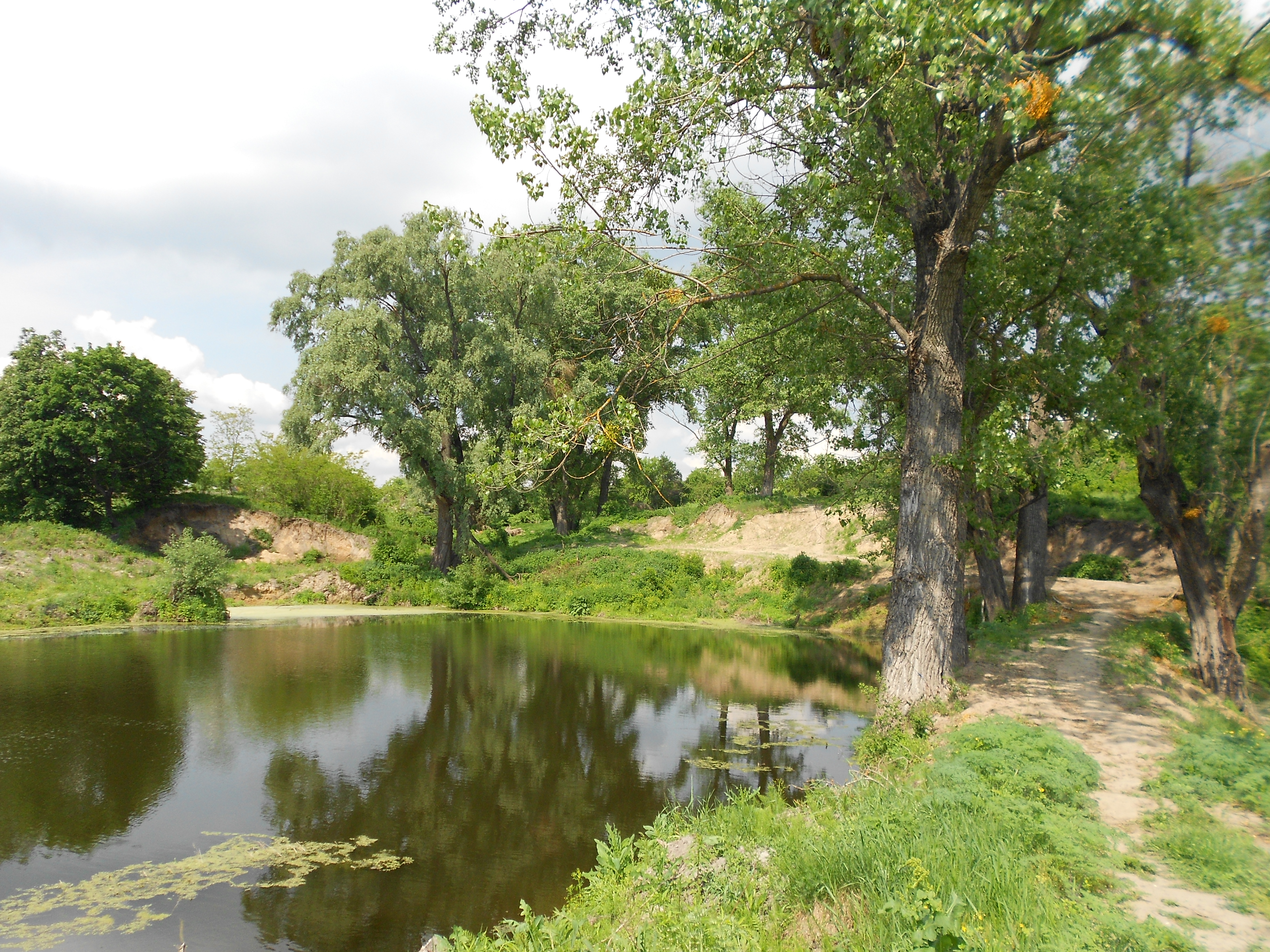
Ставок Шкільний, 2013
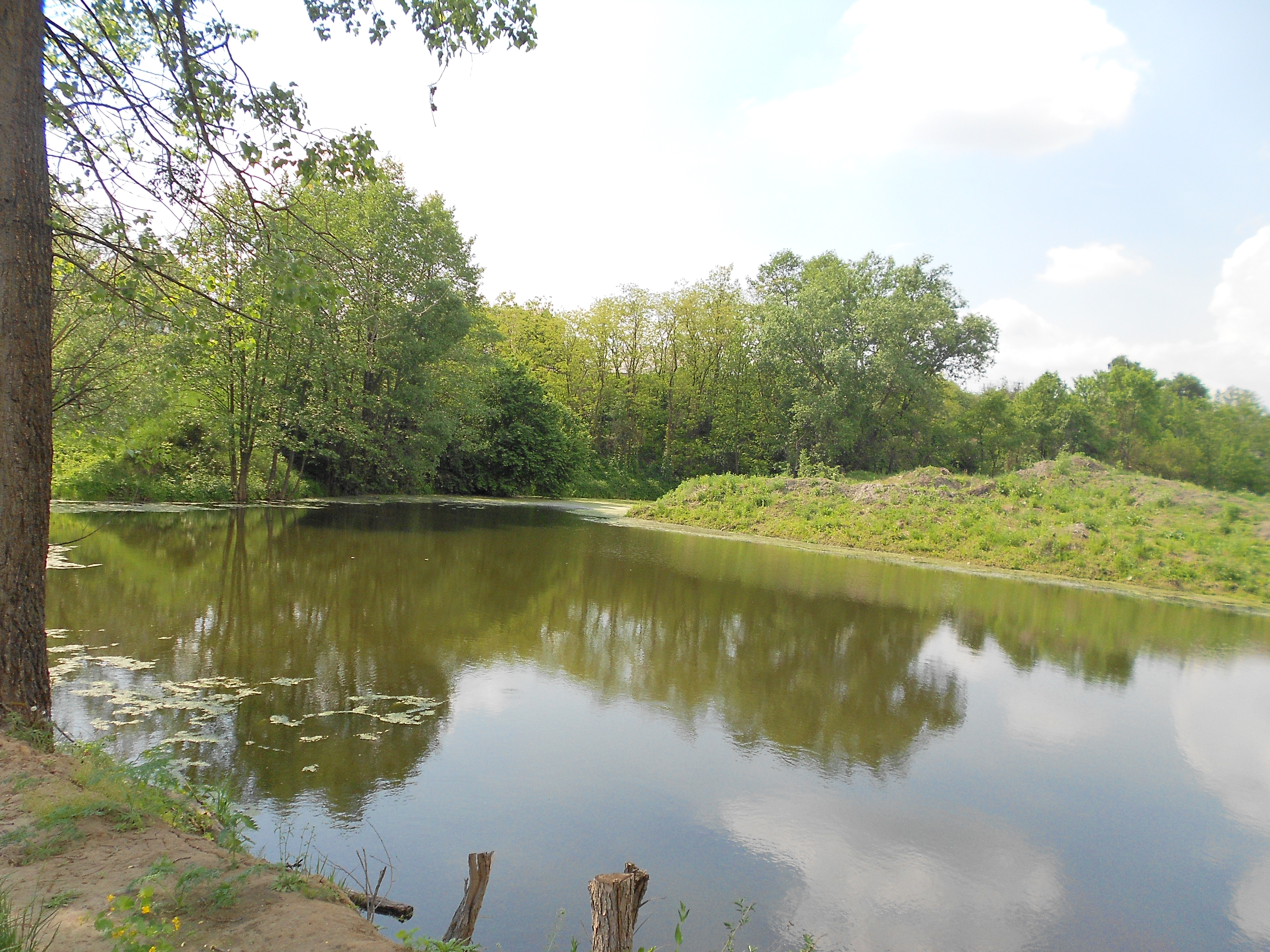
Ставок Шкільний, 2013
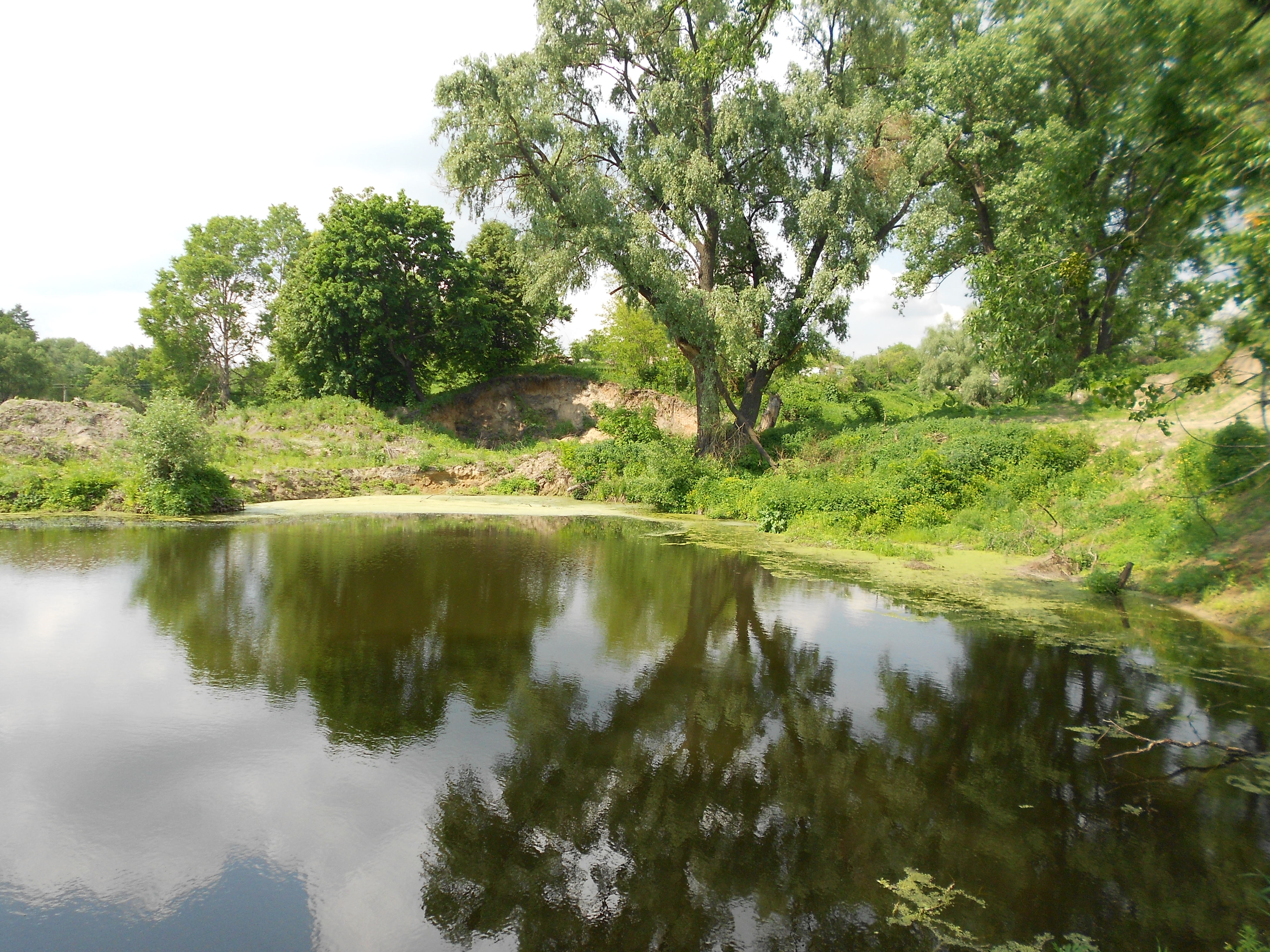
Ставок Шкільний, 2013

## Вулиці та планування села
- Київська — одна з найбільших (центральна) вулиць (від початку села при в'їзді зі сторони станції Глеваха до центру села);
- 40 років Перемоги — теж одна з найбільших (від рівчака до Колгоспної). Історична назва — Усова Гора;
- Річна (біля кладовища);
- Колгоспна (район колишнього колгоспу);
- Лісова (йде на «Дачі»);
- Яблунева (біля ставка Рябенкове);
- Слов'янська (від Яблуневої до Шкільної);
- Шкільна (в центрі, починається від школи);
- Вишнева (від Шкільної до Вишневого провулку);
- Весняна (на початку села; там знаходяться нові котеджі);
- Будівельників (нова вулиця від Лісової);
- Спортивна (нова вулиця від Лісової);
- Соснова (нова вулиця від Лісового провулка);
- Провулок Лісовий (від вулиці Лісової до Соснової);
- Провулок Фабричний (від Київської в сторону с. Зелений Бір, колишня «Фабрика»);
- Провулок Польовий (від 40 років Перемоги до саду);
- Провулок Вишневий (від Київської в сторону ставка Рябенкове).

### Історичні райони

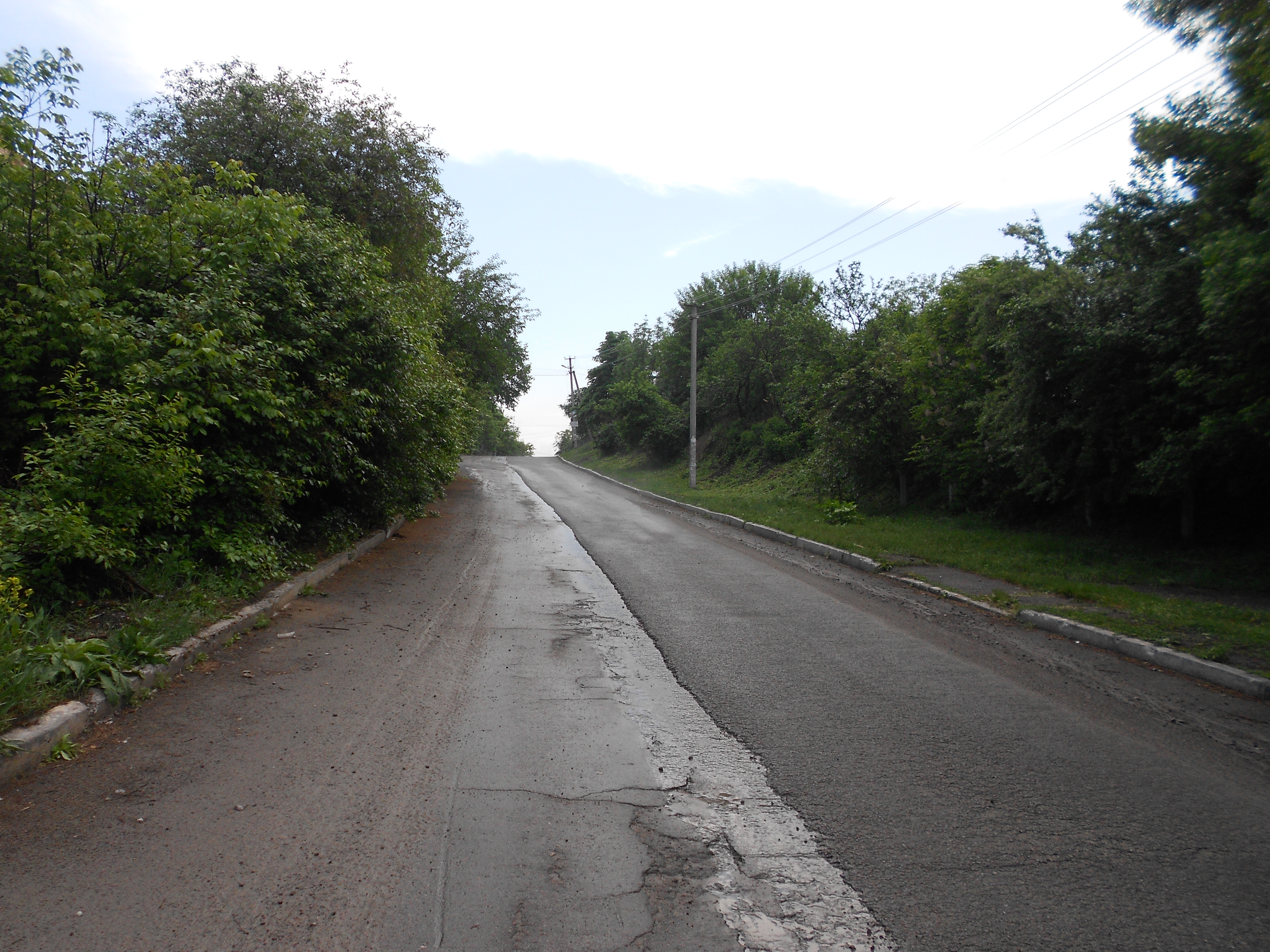
Історичний район Усова Гора (вулиця 40 років Перемоги, 2013)

Здавна село поділялося на кілька історичних районів:
- Село (центр села);
- Усова Гора;
- Удодівщина;
- Колгосп;
- Бусловка;
- Дачі.
- Двірня

## Економіка[8]

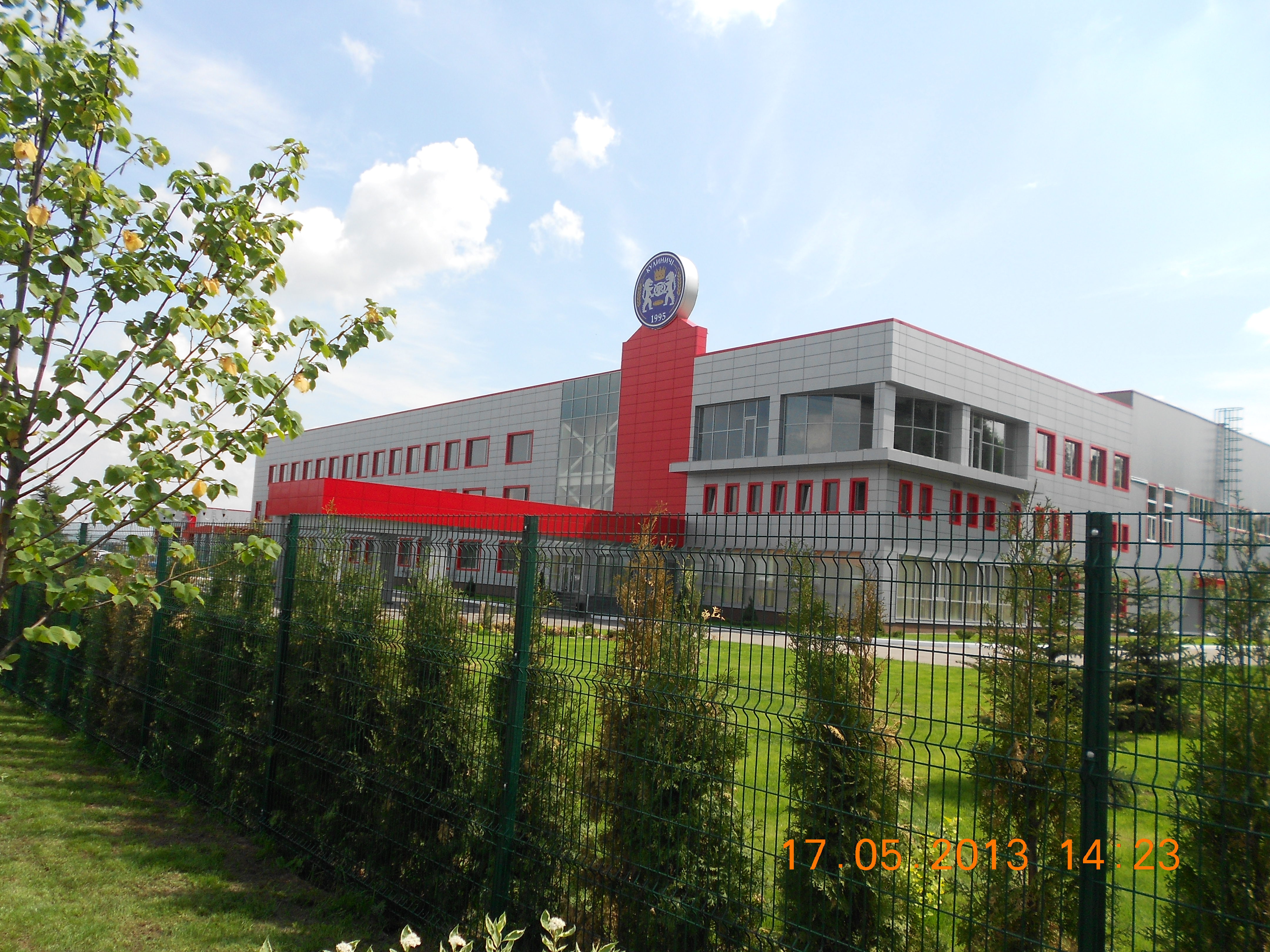
Завод «Кулиничі», 2013.

За часів СРСР існував колгосп, що вирощував зернові, а також яблука в колгоспних садах. Також були ферми, на яких утримували значне поголів'я корів. З приходом Незалежності України, колгосп досить швидко розвалився. На жаль, фермерство практично не прижилося у селі, за поодинокими винятками. Сад прийшов в занепад. Землю почали розкрадати. Колишні колгоспні склади, що були у досить гарному стані, почали здавати під склади фірмам і кооперативам. З часом (десь із середини 2000-х) тут стали постійними орендарями приміщення меблева фірма і ще кілька фірм. На цих підприємствах працюють місцеві жителі та наймані працівники з інших населених пунктів. На меблеву фірму робітників привозить і відвозить фірмова маршрутка. Частина крушинців працює в сусідньому селі Зелений Бір на ТОВ «Ясенсвіт» — птахофабрика. Також працюють у Глевасі (Глеваська психлікарня), у Василькові, Києві та інших навколишніх населених пунктах.

### Завод «Кулиничі»

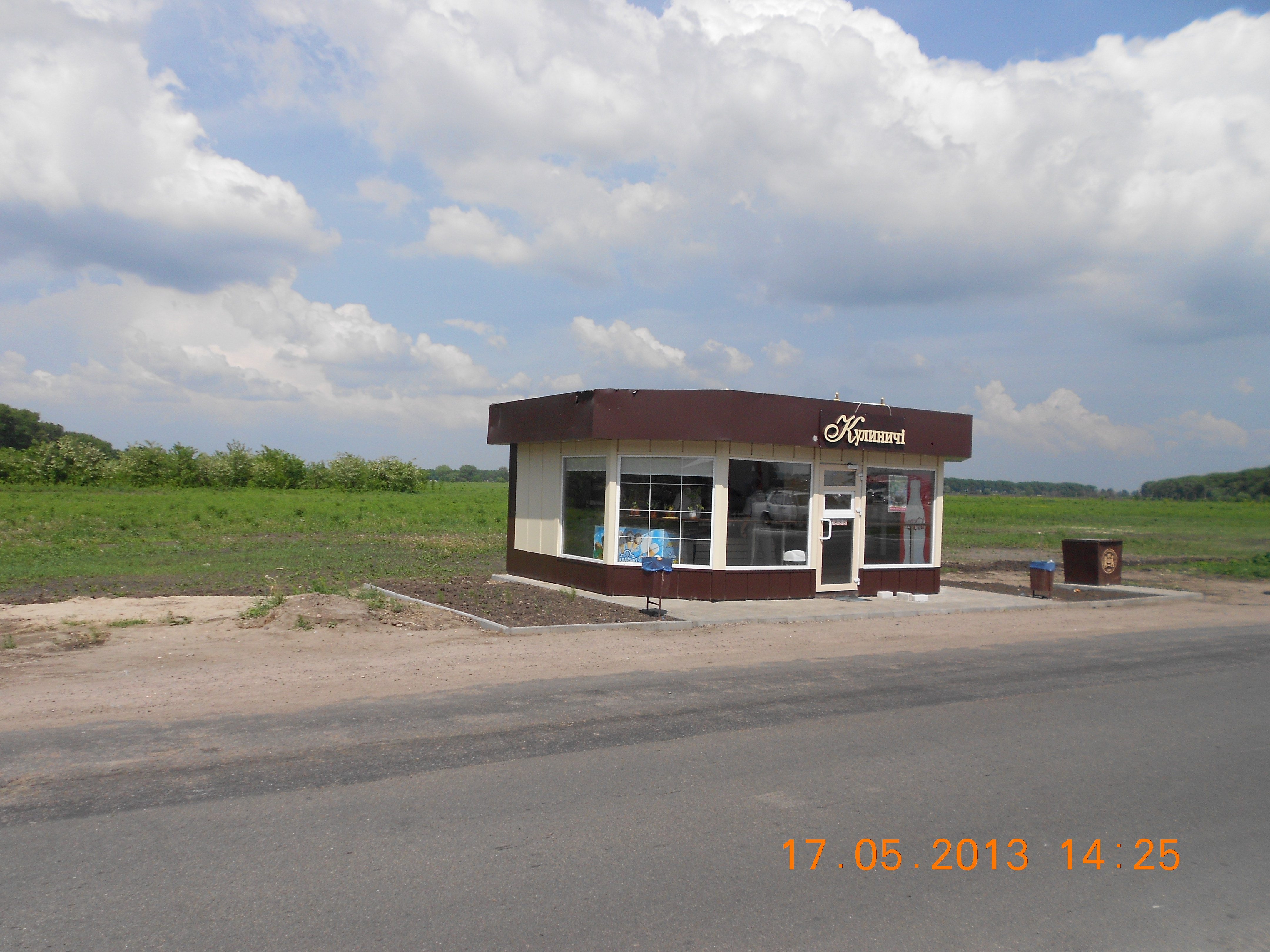
Магазин заводу «Кулиничі», (2013)

На колишньому полі був збудований і зданий у 2012 році в експлуатацію хлібозавод «Кулиничі». На відкритті цього українсько-словенського спільного підприємства «Київський обласний хлібопекарний комплекс» був присутній президент України Віктор Янукович, Олександр Попов та інші високопосадовці.
Напроти заводу було відкрито фірмовий магазин «Кулиничі», у якому продають різноманітну здобу та інші хлібопродукти із заводу. Також заводом було встановлено нову автобусну зупинку. А біля перетину доріг Крушинка-станція Глеваха та Київ-Васильків встановлено світлофор.
У 2013 році на заводі побував і прем'єр-міністр Микола Азаров.

## Транспорт

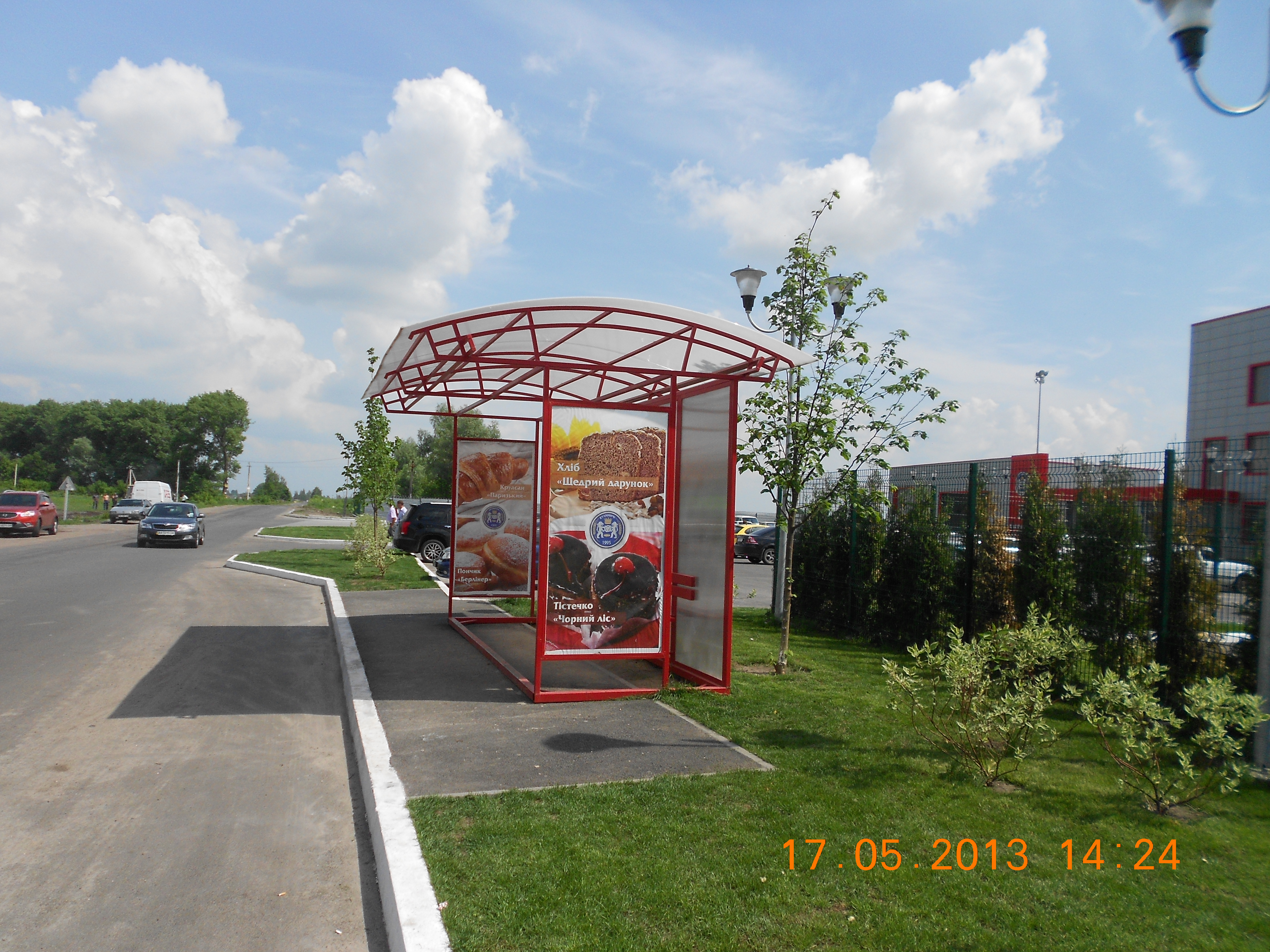
Нова зупинка біля заводу «Кулиничі», 2013.

До села від міста Василькова — 6 км, від залізничного зупинного пункту Глеваха — 5 км, від траси Київ-Васильків — 4 км, від села Зелений Бір — 2 км.
За цим маршрутом курсує маршрутка. Вартість проїзду від 2 гривень (від села до траси) до 5 гривень до Василькова. Рух починається у 5.40, закінчується о 20-00. За день близько 10 рейсів (дані на 2012 рік).

## Архітектура

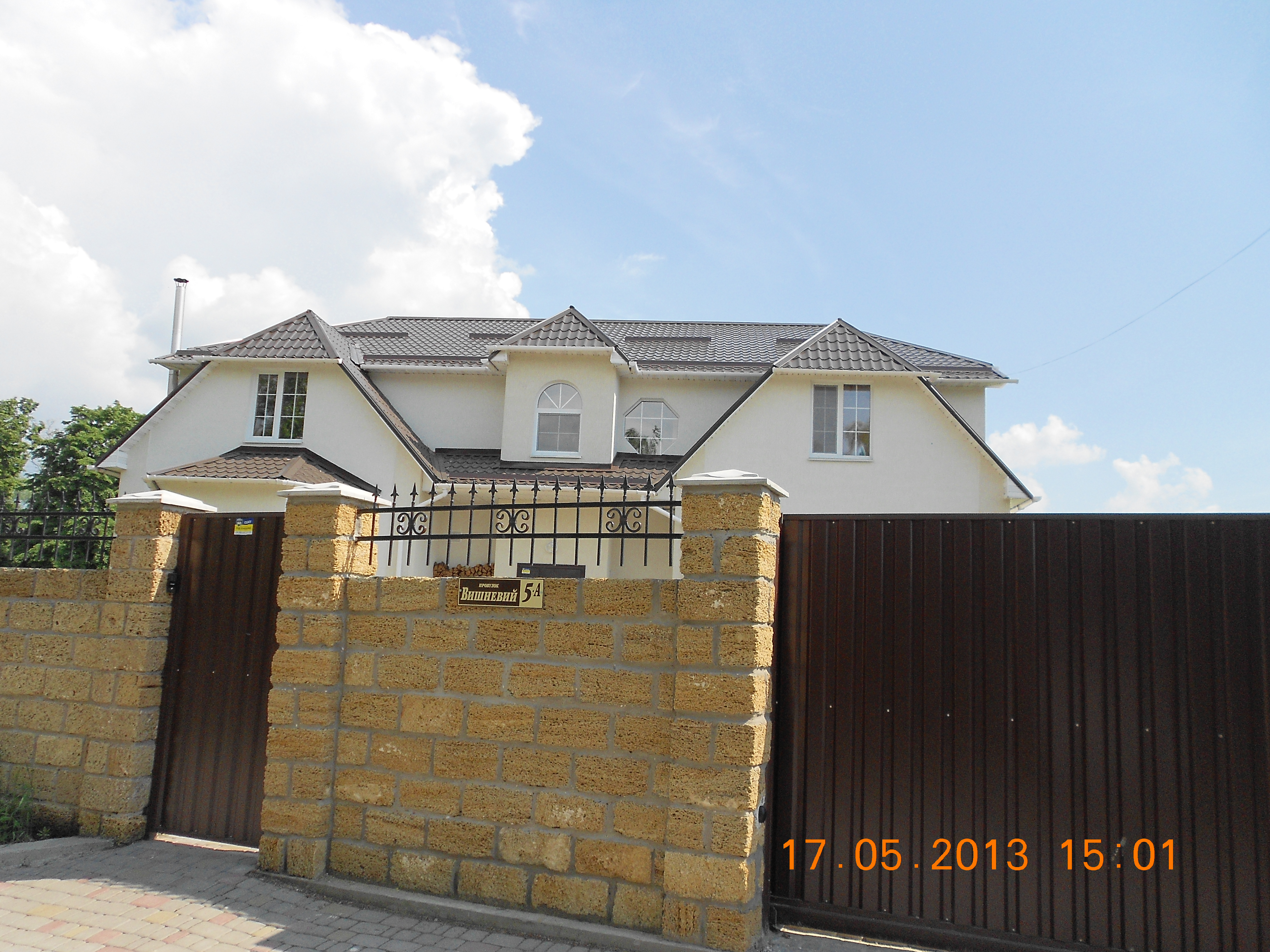
Новий будинок у селі
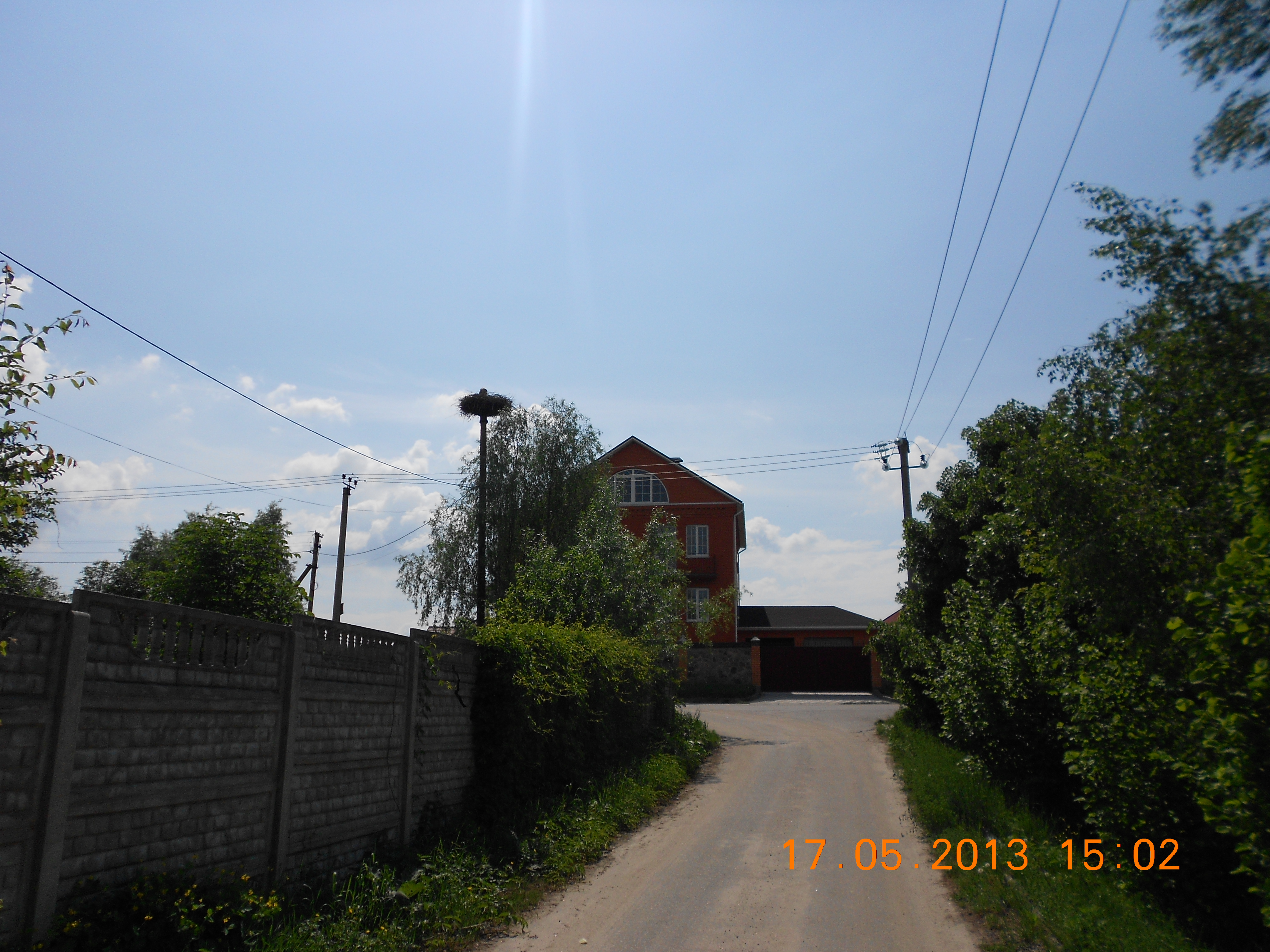
Новий будинок у селі (посередині фото — лелека)
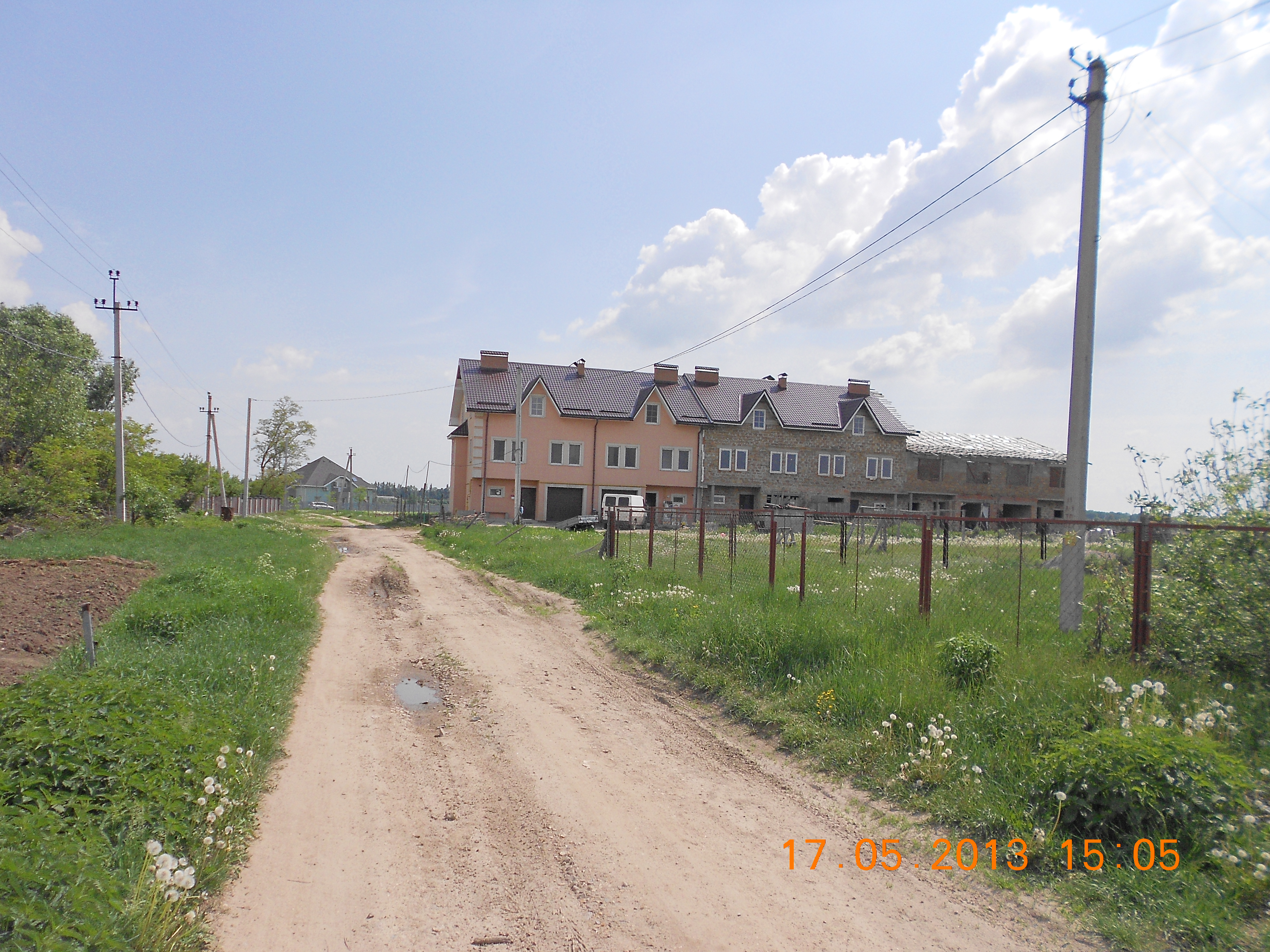
Новий багатокімнатний будинок у селі

Раніше, як і повсюди в Україні, хати були під стріхою. На кінець 80-х у селі ще було кілька таких хат. Остання така ще пережила 2000-чні.
З приходом Незалежності України активізувалося будівництво. В основному дач. Із середини 2000-х активно будувалися котеджі. Деяка частина встигла продатися, а частина (близько третини) залишилася недобудованою.

### Сільрада

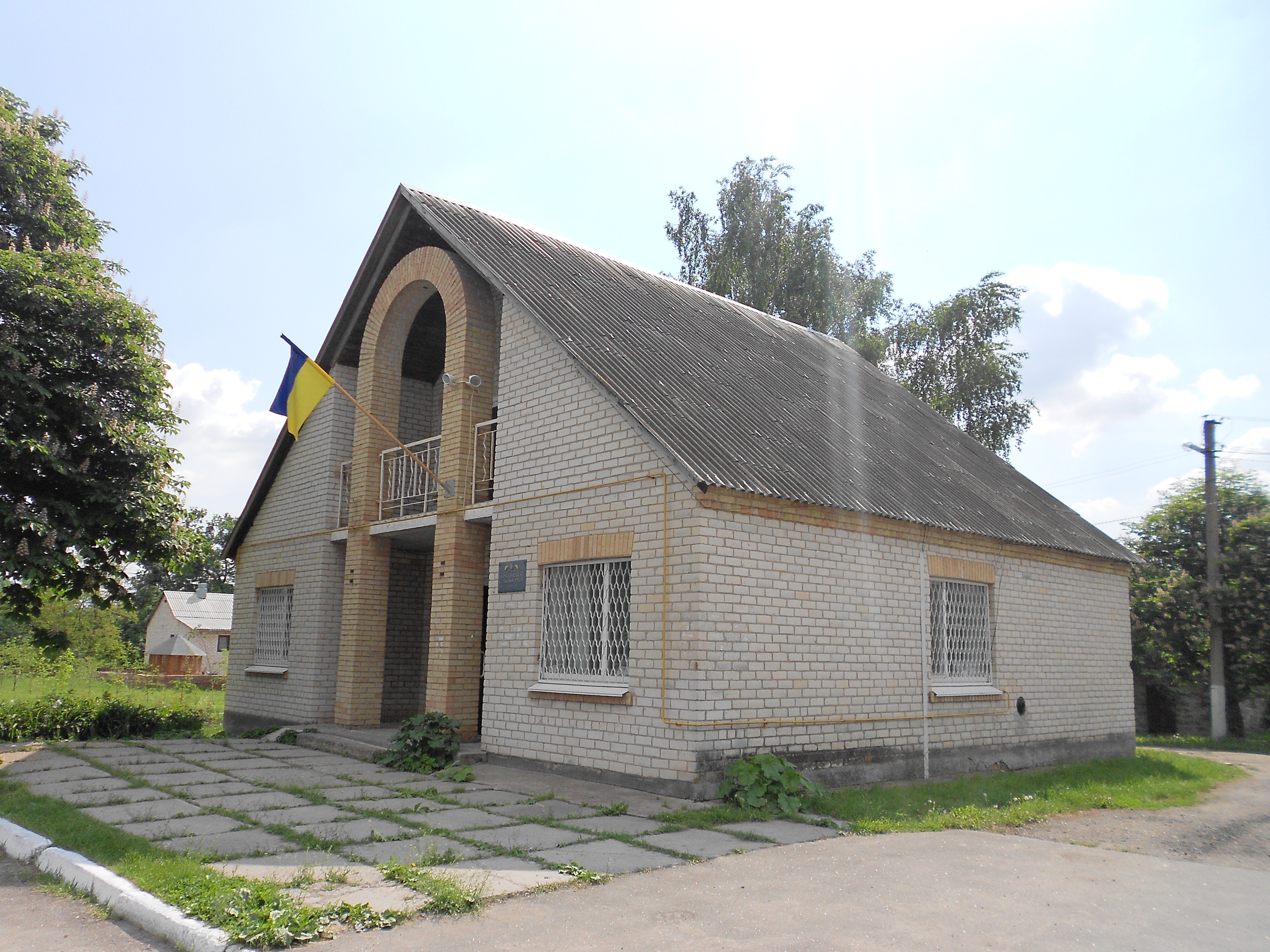
Сільрада, центр села Крушинка, 17 травня 2013 року.

Знаходиться у центрі села, на вулиці Київській. Збудована наприкінці 90-х.

### Магазини
Ще із радянських часів у селі був Продмаг. Він і тепер працює, щоправда, з оновленим, практично київським асортиментом.
Розташований у центрі села, по вулиці Київській біля Сільради.
Ще один магазин, у народі просто генделик, біля так званого рівчака.
І третій магазин (відкрито в 2008 році) знаходиться за селом.

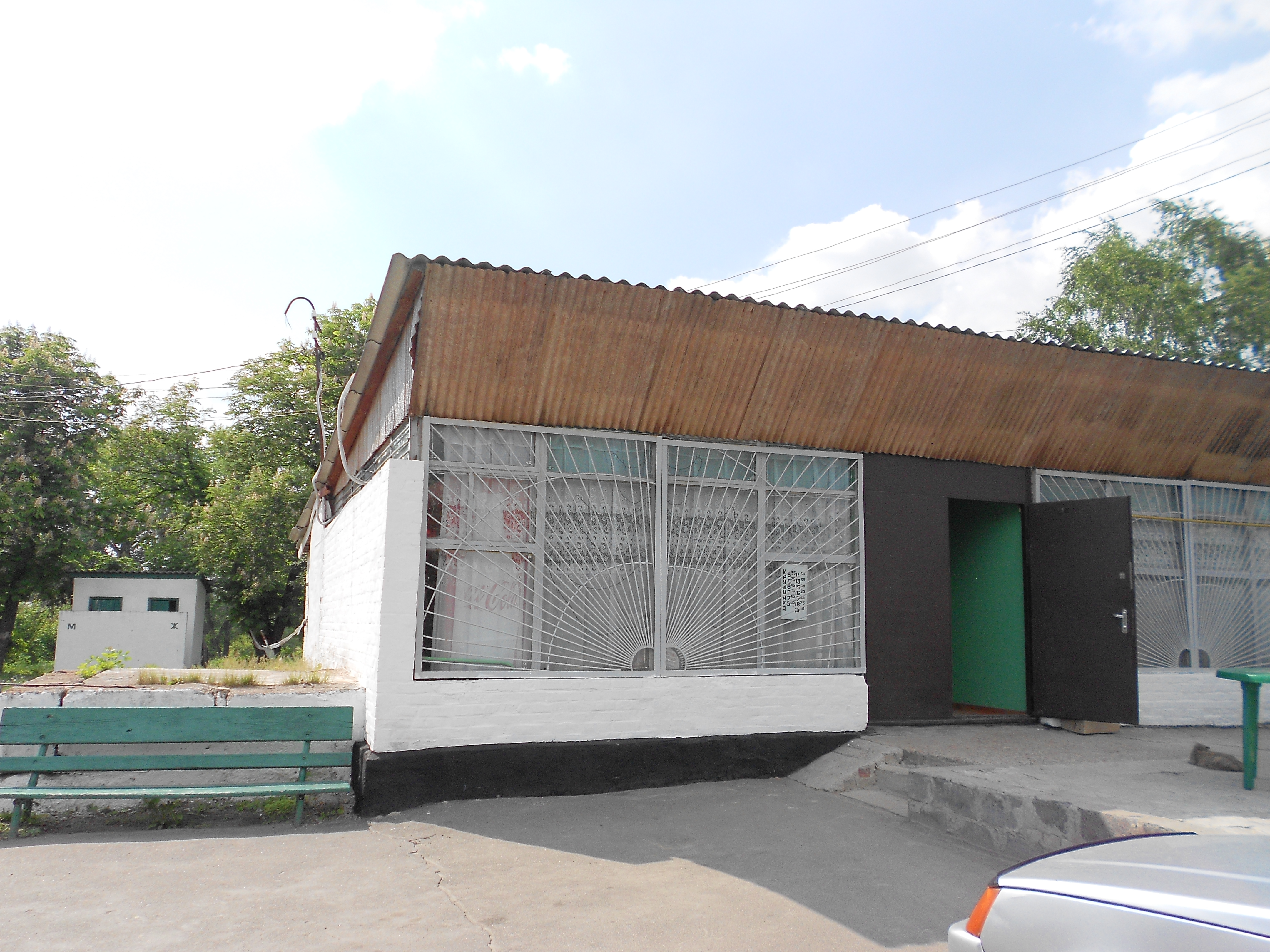
Продмаг, центр села Крушинка.
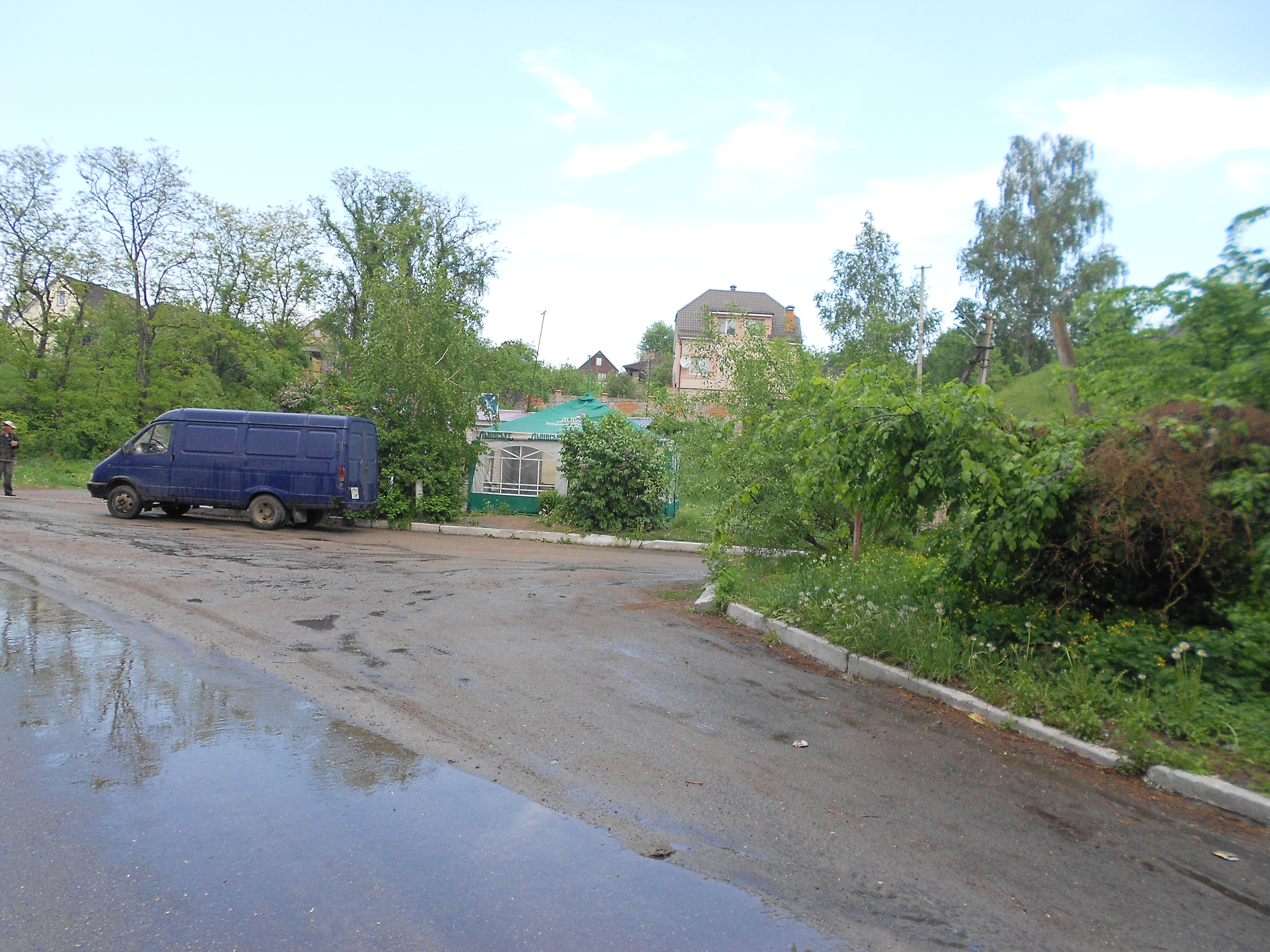
Генделик, магазин.
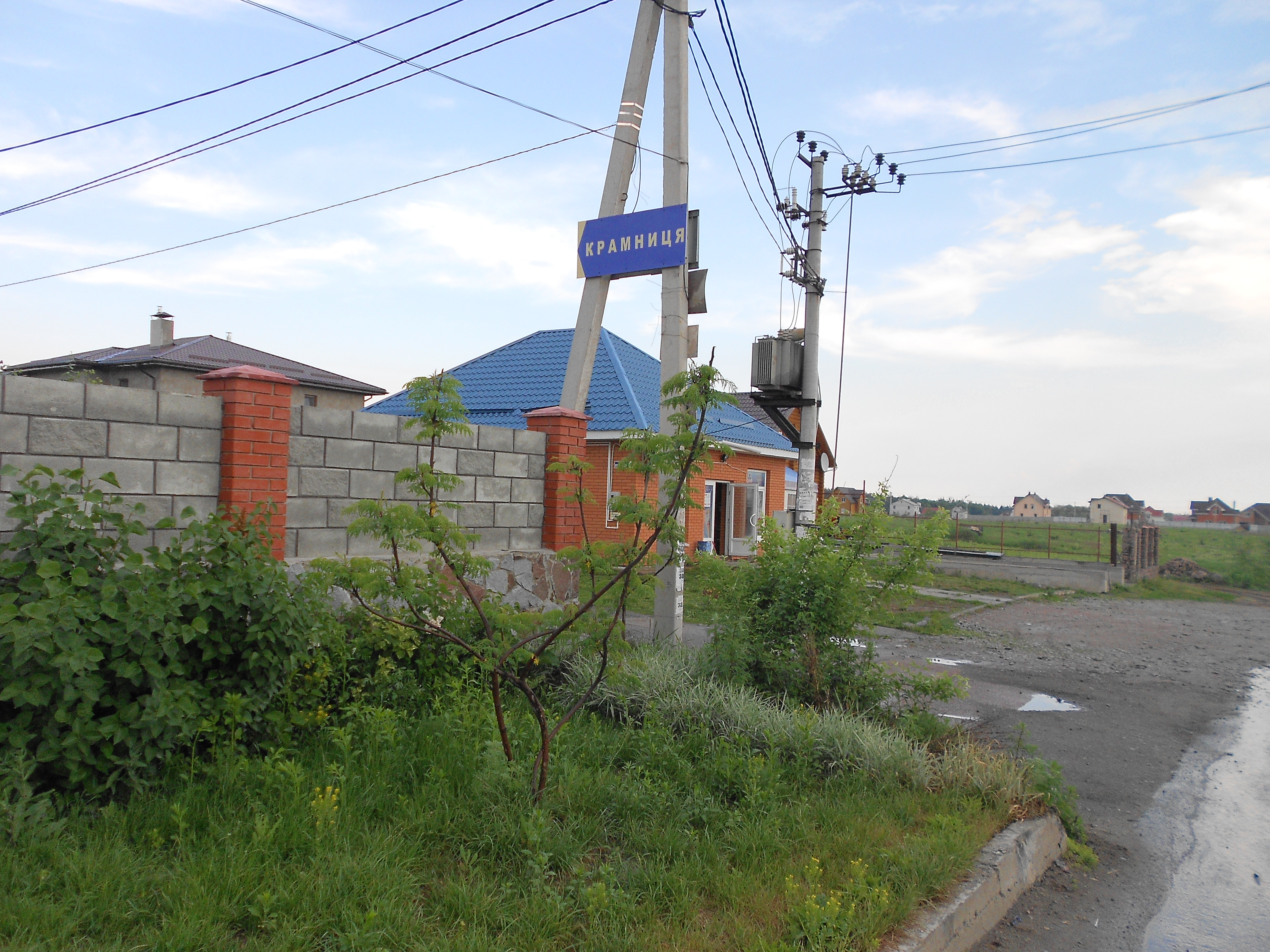
Крамниця за селом.

## Релігія
Переважна більшість села — православні, прихожани Української православної церкви (Московського патріархату).

### Церква

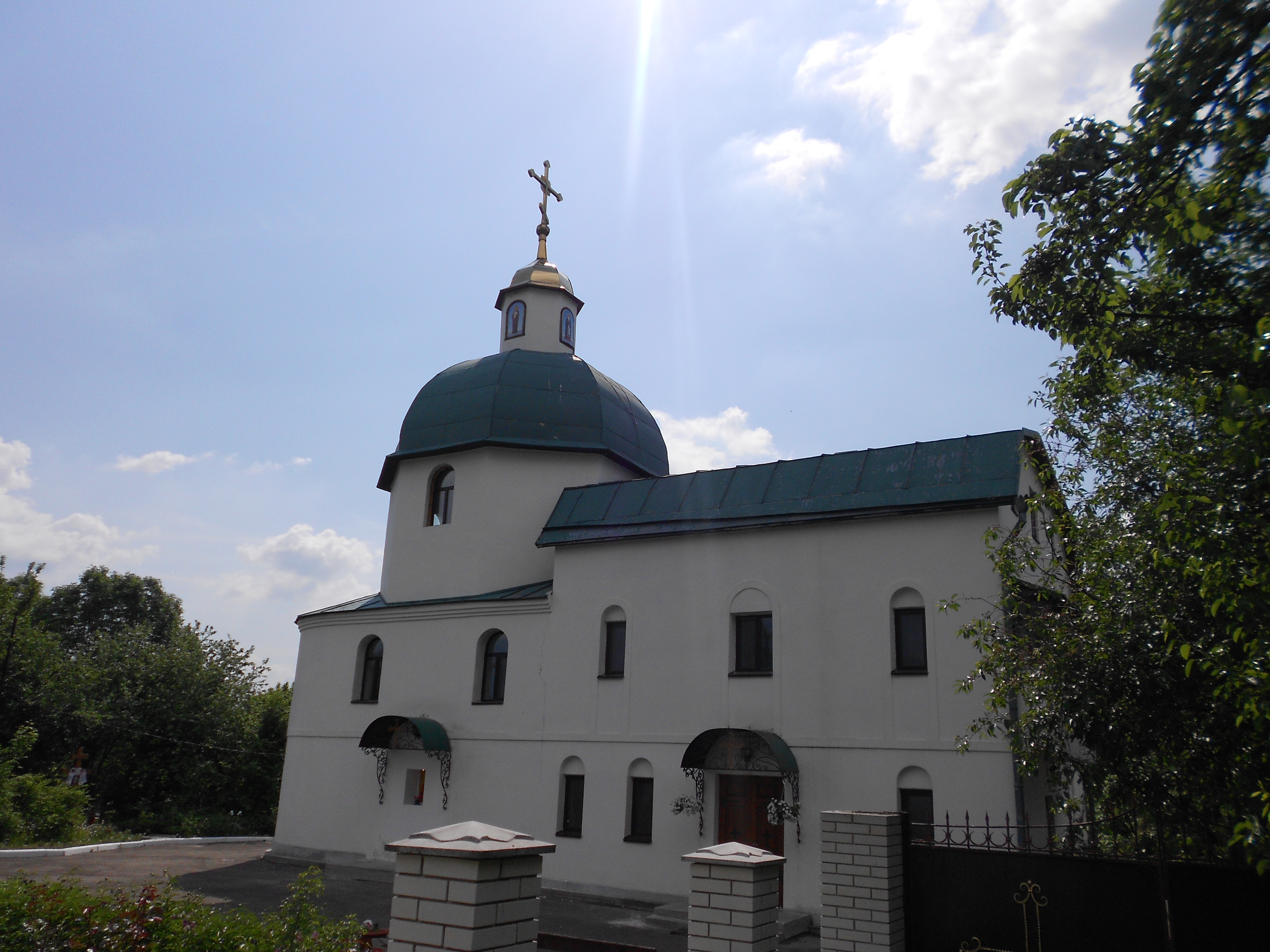
Храм МП Воздвиження Чесного Хреста Господнього, центр села Крушинка, 2013.

У 1779 році була збудована дерев'яна Миколаївська церква. У період Радянської окупації, у 1970-ті рр. її було розвалено. На частині фундаменту зруйнованої церкви було збудовано школу.
Потім у 90-ті роки XX ст. на фундаменті школи було знову збудовано церкву в ім'я Воздвиження Чесного Хреста Господнього. 12 грудня 2010 року, Блаженніший Митрополит Володимир, Настоятель Української Православної Церкви МП, освятив храм. Поруч з храмом побудована дзвіниця.
Настоятель храму — ієрей Олександр Гайдай.

## Освіта

### Школа
Першу церковнопарафіяльну школу було відкрито ще в 1893 році.
Школу було збудовано ще за радянських часів. У 1990-ті роки вона практично зруйнувалася. У зв'язку з чим крушинських дітей перевели до нової школи в сусіднє село Зелений Бір.

## Медпункт
За радянських часів був медпункт з черговим лікарем. Але вже кілька років як приміщення в аварійному стані.

## Культура

### Клуб
У радянські часи в селі був клуб. Прямо у центрі села. Біля клубу була афіша, де анонсувалися події у клубі — кіно тощо. Після перебудови клуб занепав, а згодом розвалився.

### Бібліотека
Недалеко від школи у 80-ті роки було збудовано бібліотеку. Працювала бібліотека до середини 1990-х років. Далі її окультурили «по-західному» — почали показувати бойовики на відеомагнітофоні. Один фільм — 1 карбованець, що для того часу були великі гроші. З часом бібліотеку взяли в оренду місцеві жителі та зробили там шинок. Кілька разів мінялися хазяїни. А крім того біля нього були п'яні бійки. Зрештою, із середини 2000-х, приміщення пустує.

## Пам'ятник Невідомому Солдату

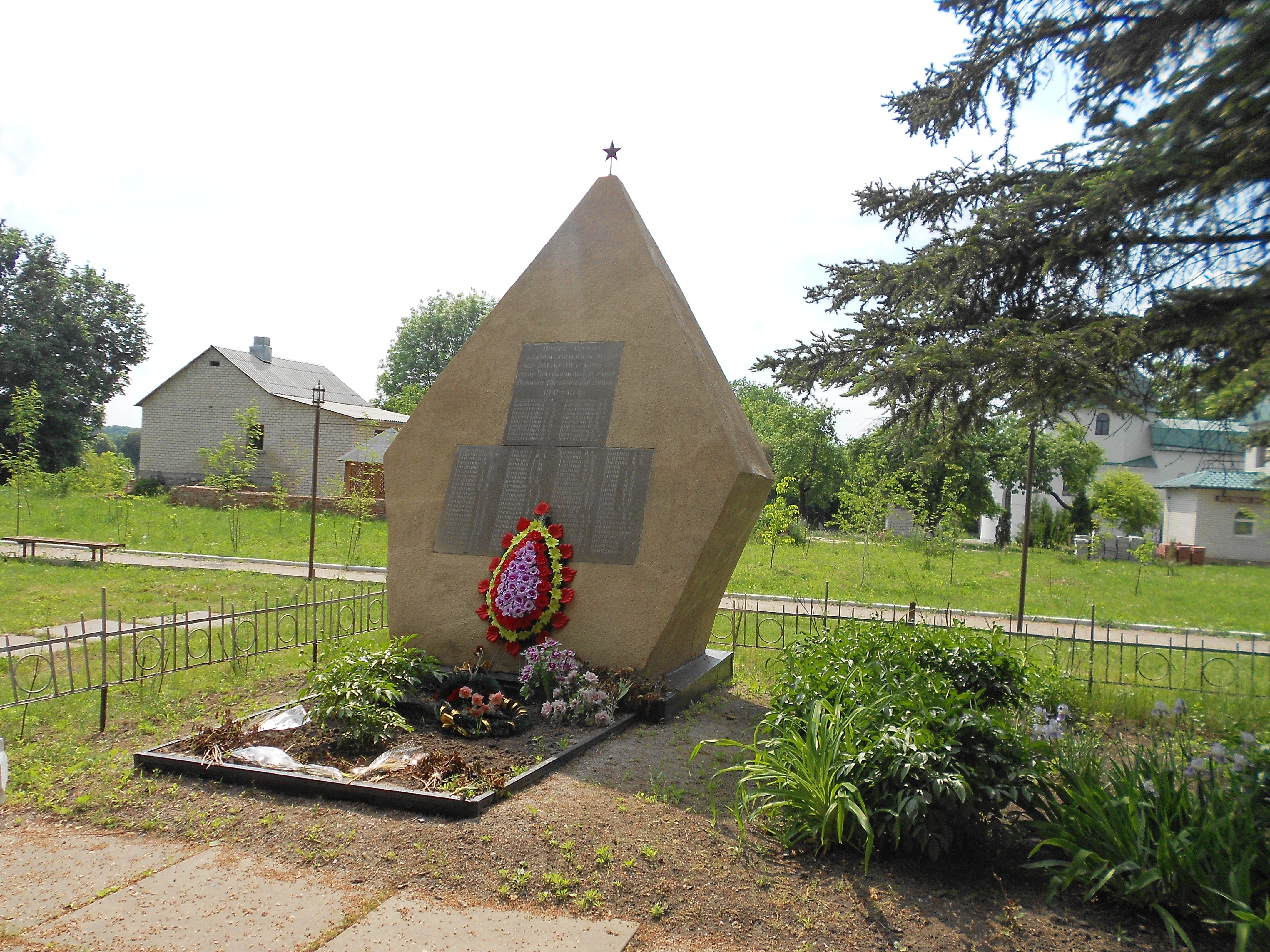
Пам'ятник полеглим у війні, центр села, 2013.

Пам'ятник Невідомому солдату, центр села, 2013.

Біля сільради (якраз перед тим місцем, де раніше була школа) меморіал односельчанам, що загинули у Другій Світовій війні. Два пам'ятні знаки — Срібний Солдат та великий ромбічний постамент із прізвищами крушинців, що віддали своє життя у Другій Світовій війні.

## Сучасний стан

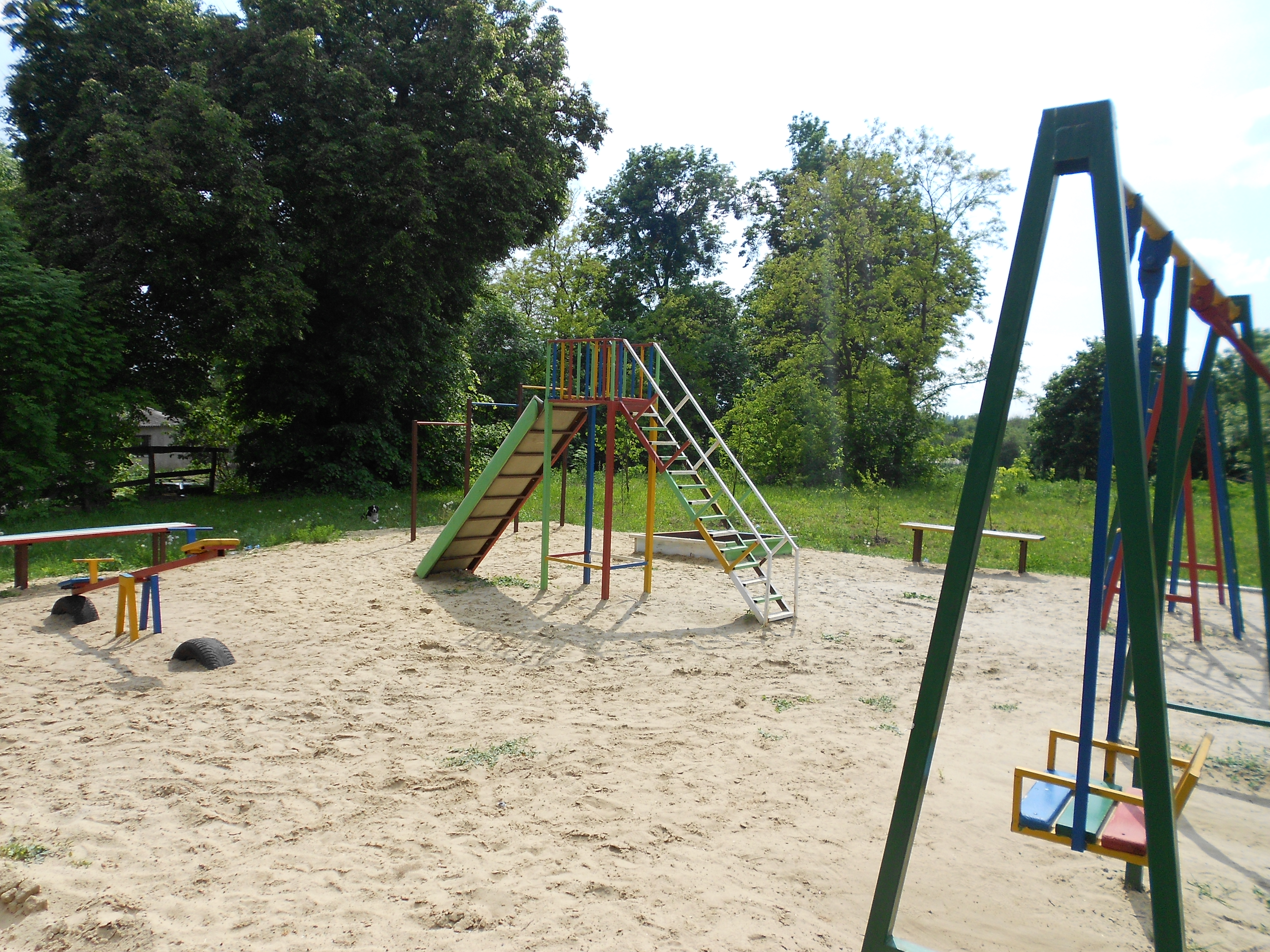
Дитмайданчик у центрі села Крушинка, 2013.

З обранням нового голови — Боброніцького Василя Петровича, ситуація почала покращуватися. Так, у центрі села знову вночі з'явилося освітлення вулиць. Було відремонтовано на початку 2012 року частину дороги (біля так званого ровчака). У 2011 році вперше за останні роки крушинківці мали змогу зібратися на Свято села. З гуляннями, забавами, частуваннями та змаганнями серед молоді. Наступного року свято відбулося 15 вересня.
У 2013 році продовжився плановий ремонт дороги — від ровчака до центру села. Також у центрі села було відкрито дитячий майданчик з гойдалкою та іншими дитячими спорудами.

## Галерея

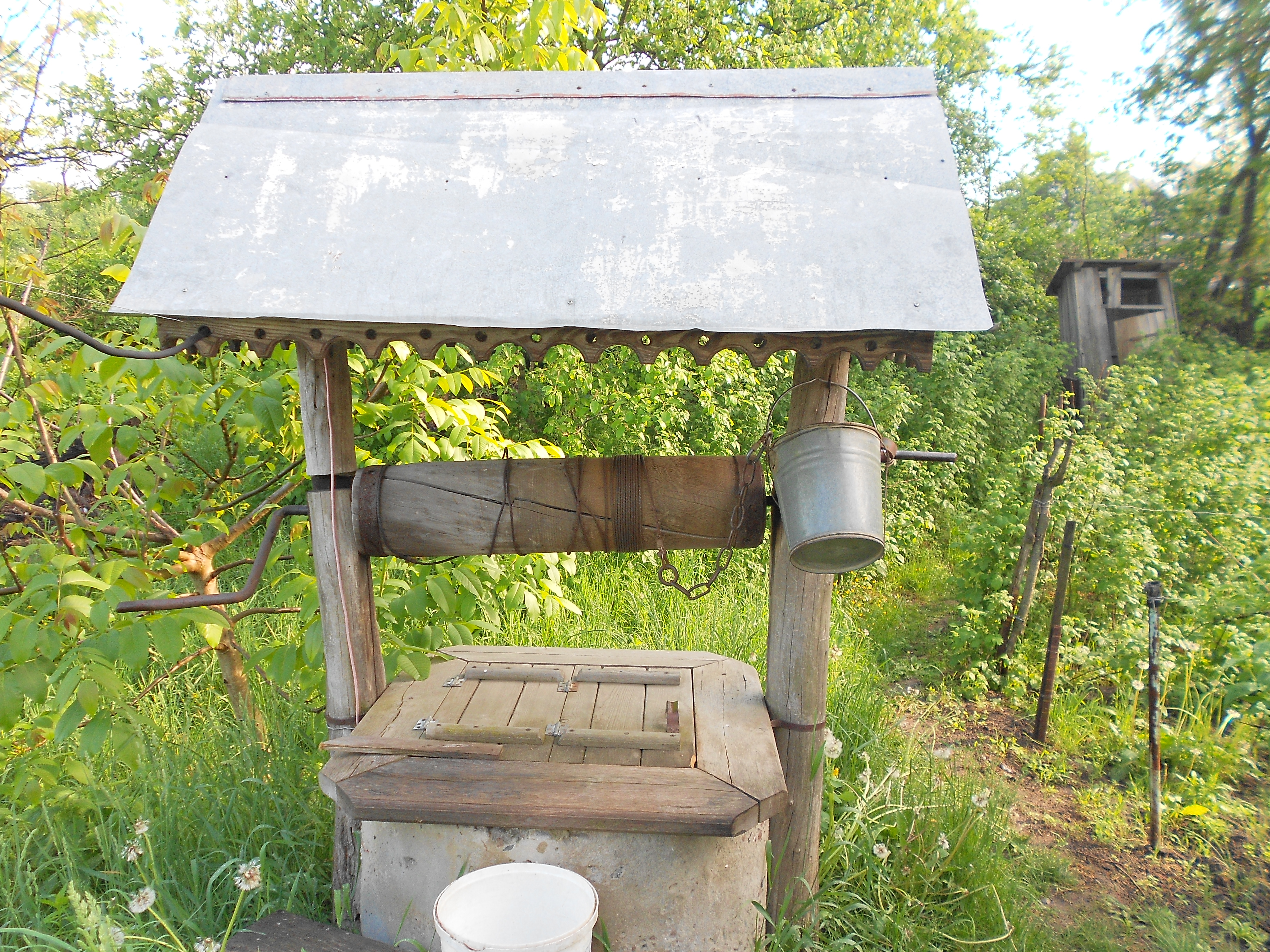
Одна з крушинських криниць
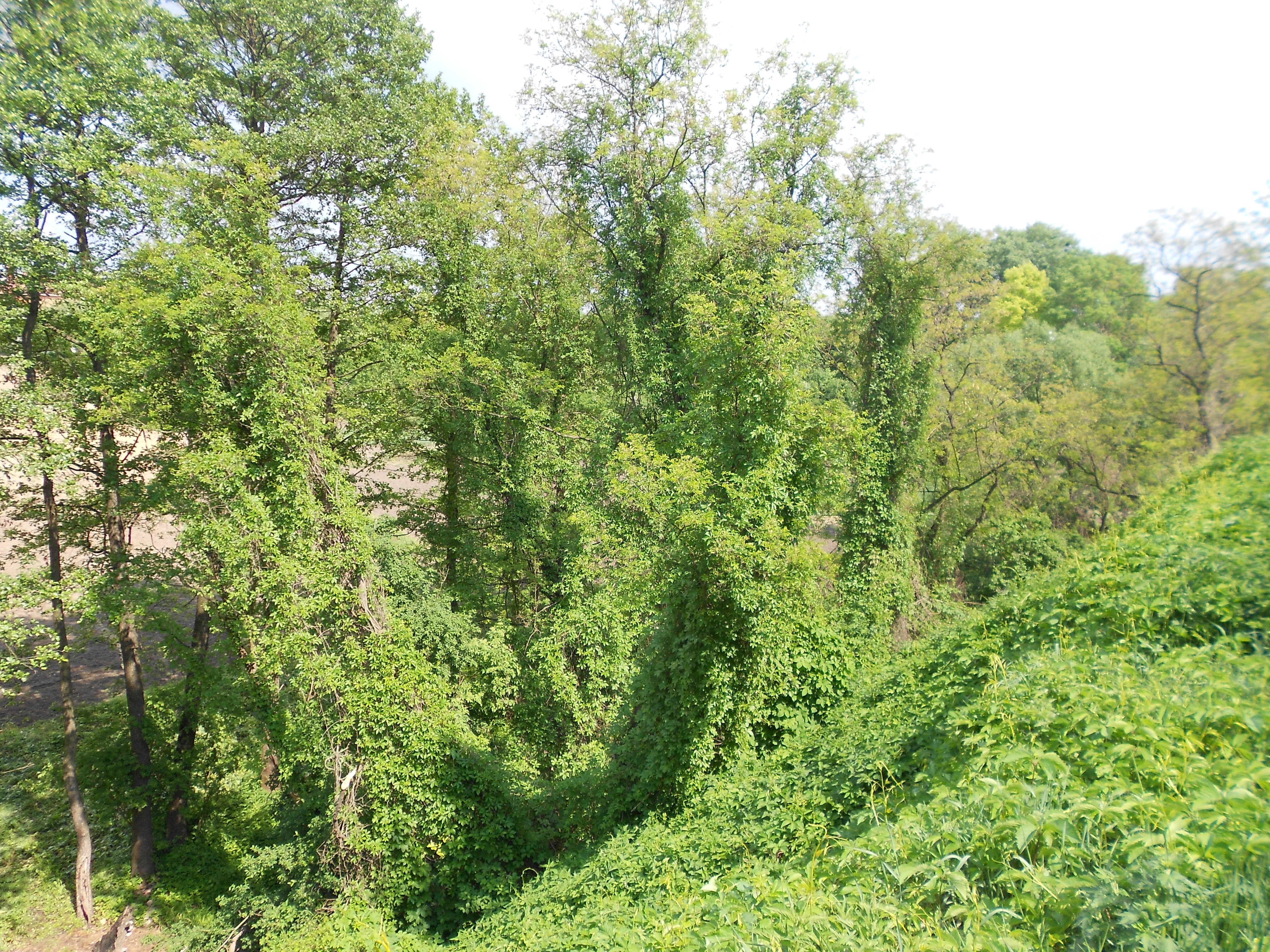
Мальовничі краєвиди
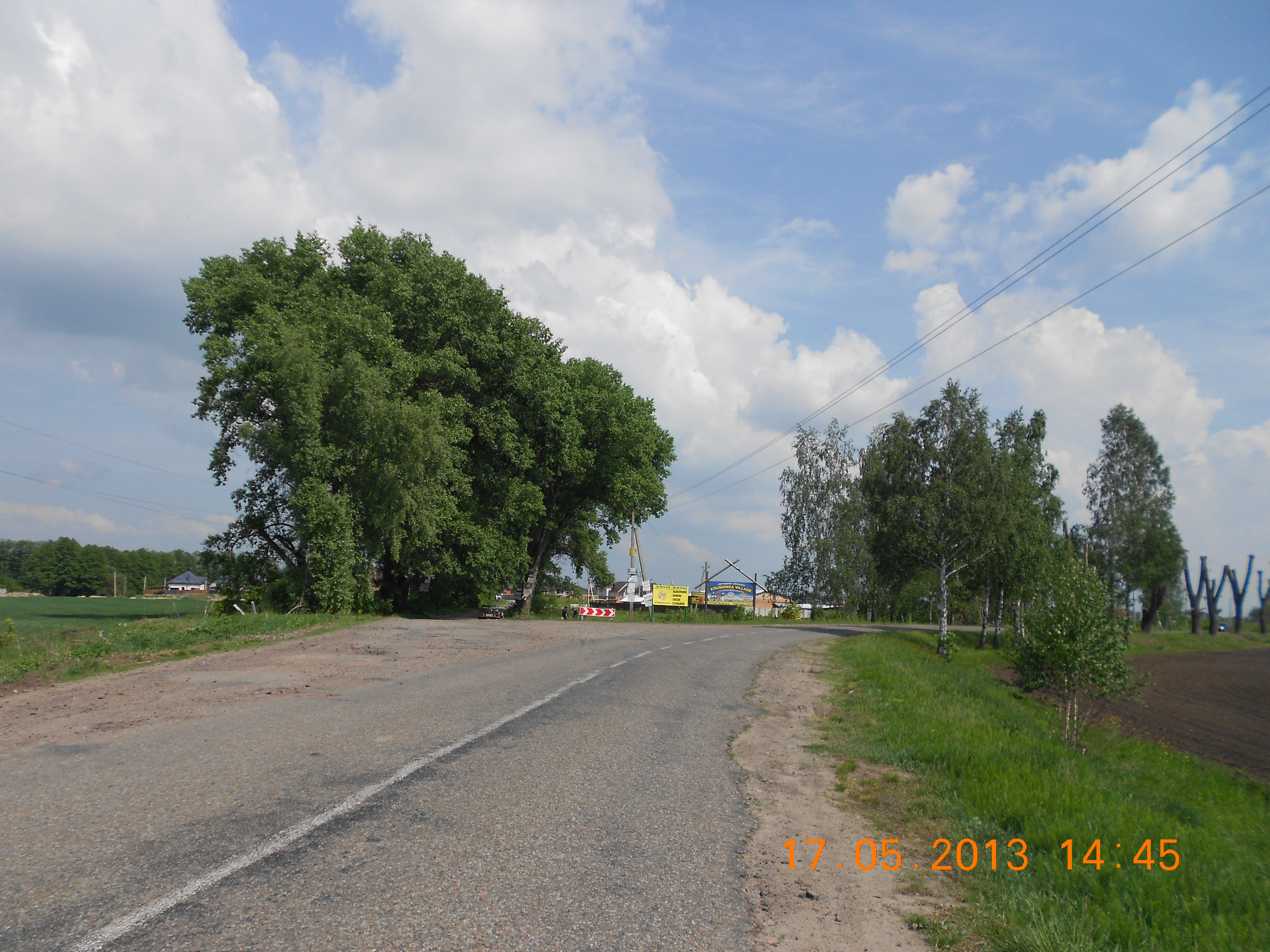
Дорога до села
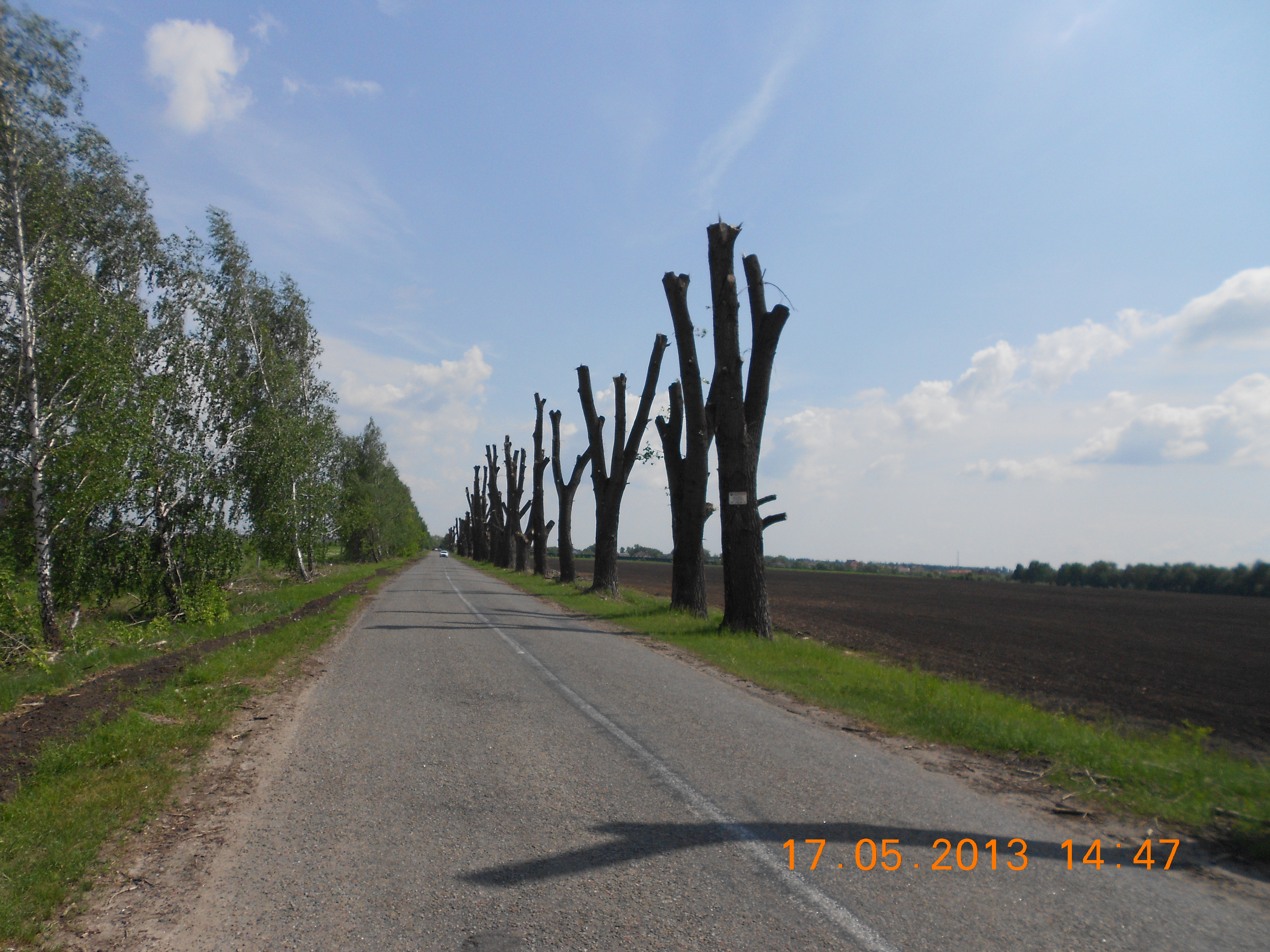
Дорога до села
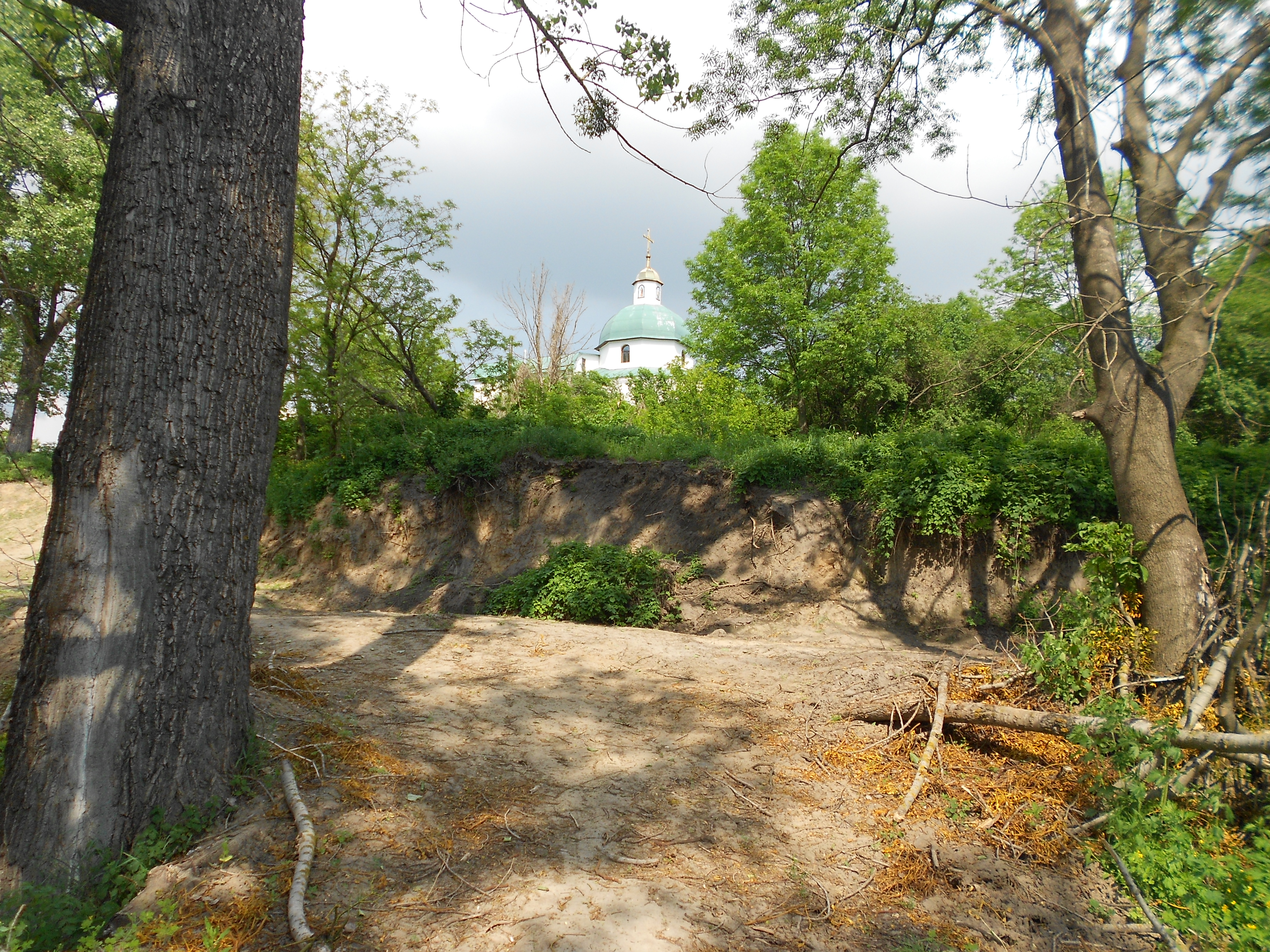
Природа біля ставка Шкільний. На задньому плані — церква
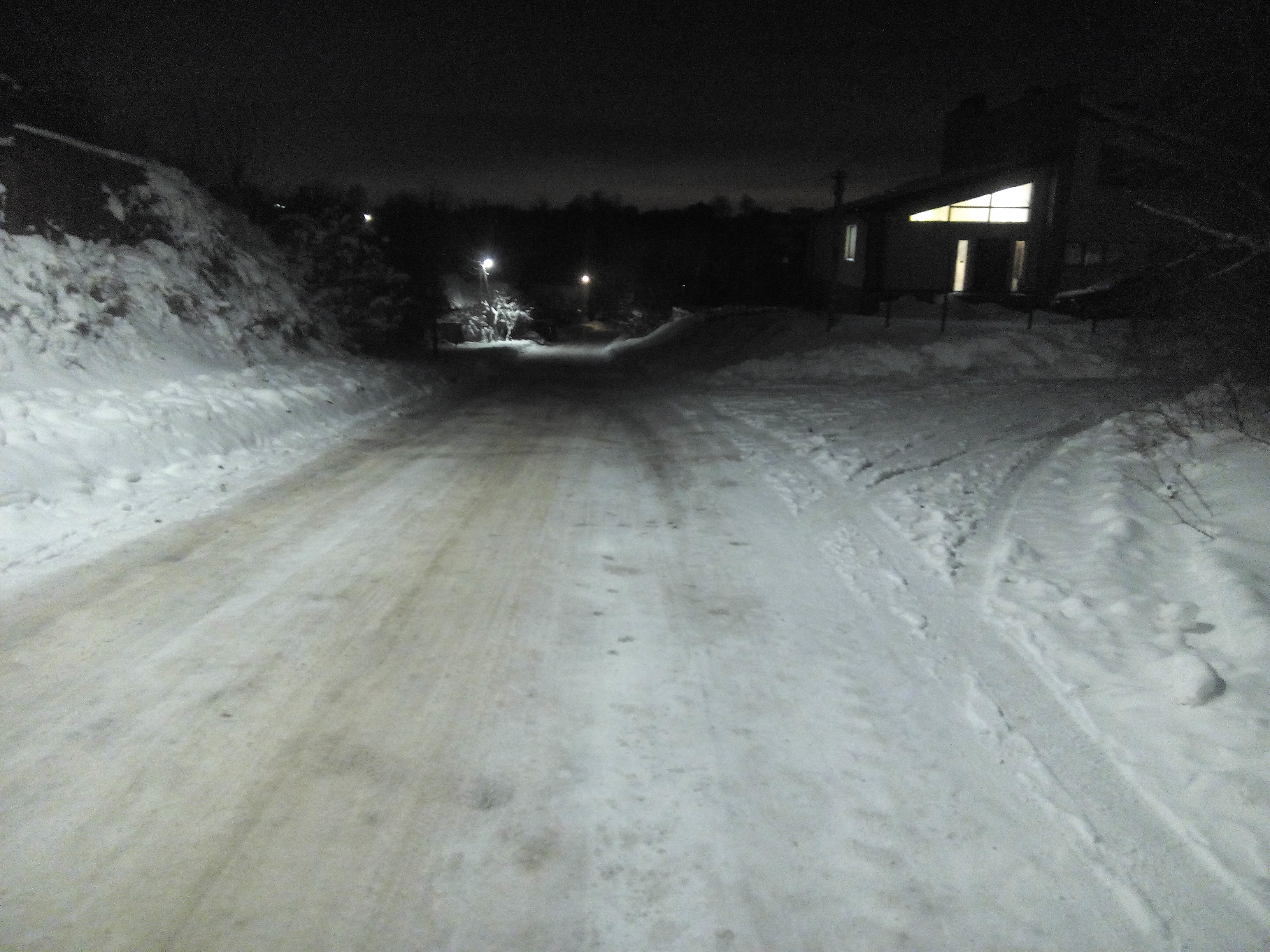
Засніжена дорога (район Усової Гори)
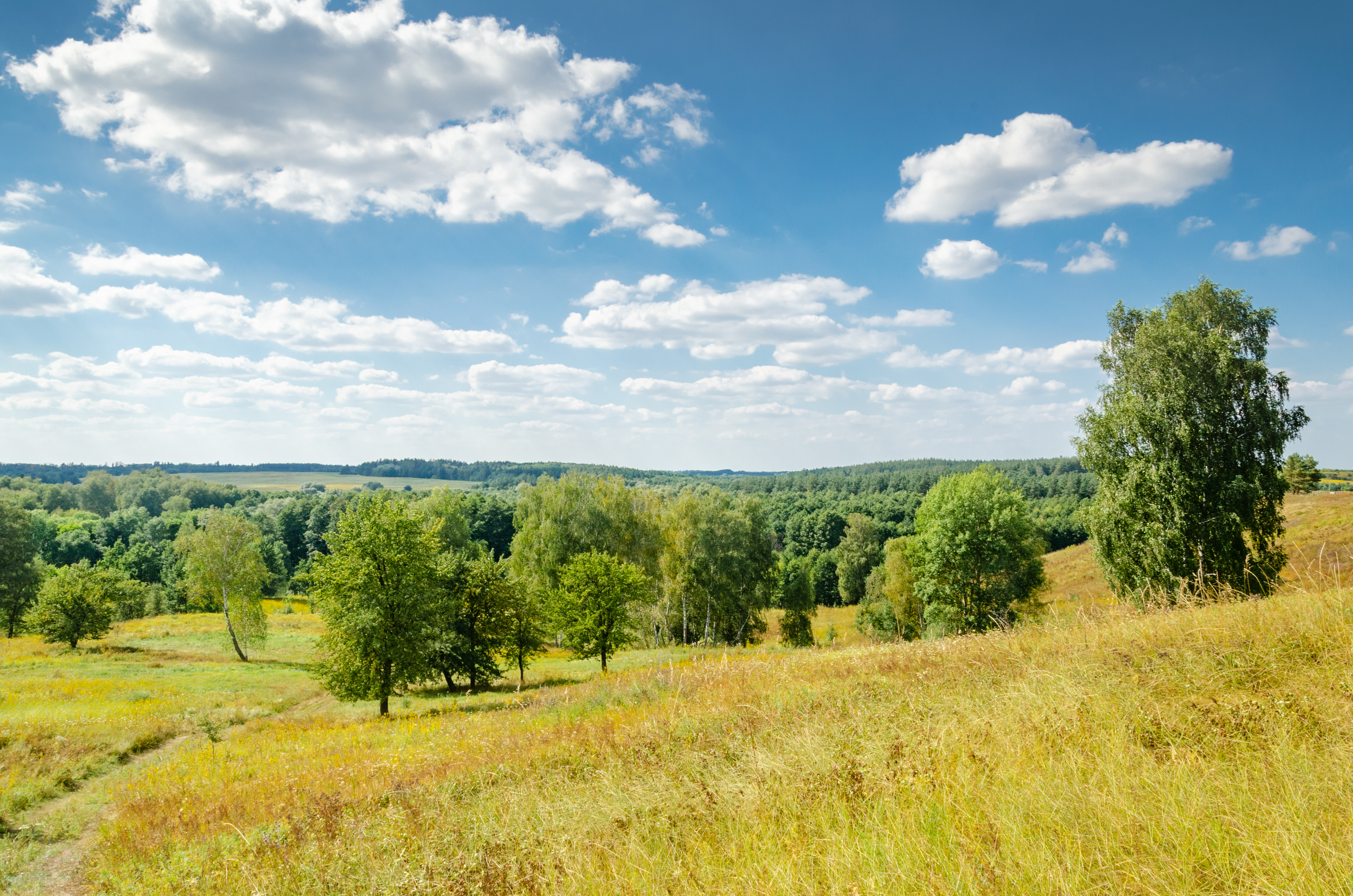
Заказник Васильківські Карпати поблизу села Крушинка

## Відомі люди

### Народились
- Янголь Олексій Григорович (1943—2009) — заслужений художник України (2009), член НСХУ.[22].

## Курйозний випадок
У серпні 2017 року на телебаченні у новинах було показано, як у Крушинці зловили «динозавра, що їв кабачки» — «динозавром» виявилася метрова Ігуана.